# Festival international du film d'animation d'Annecy 2022
Le Festival international du film d'animation d'Annecy 2022, 46e édition du festival, se déroule du 13 au 18 juin 2022. Le pays à l'honneur de cette édition est la Suisse.

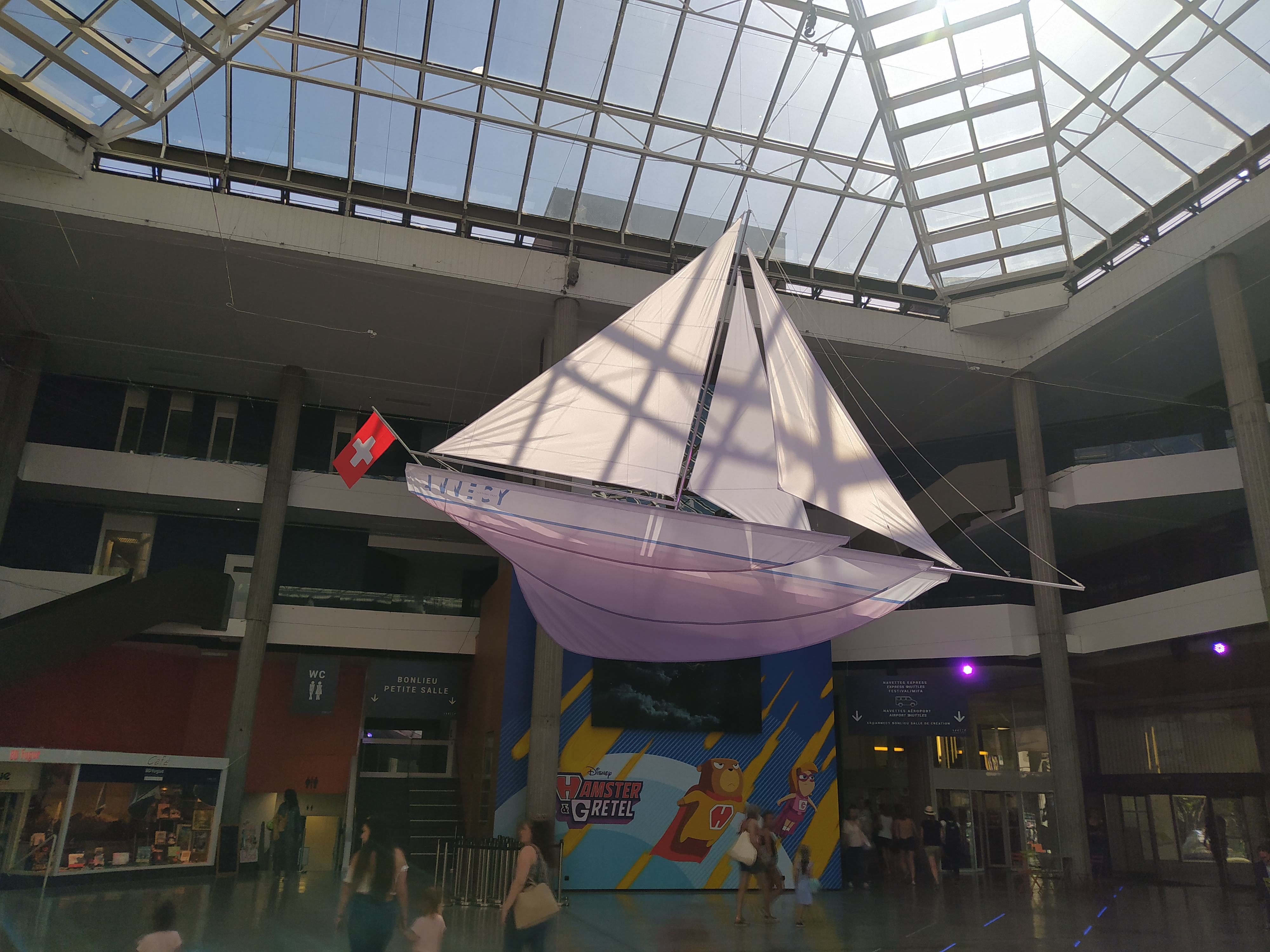
Le Centre culturel de Bonlieu décoré aux couleurs de la Suisse, pays à l'honneur lors de cette édition du festival.

Le 18 juin 2022, le palmarès est dévoilé : le court métrage Amok remporte le Cristal du court métrage, le long métrage Le Petit Nicolas : Qu'est-ce qu'on attend pour être heureux ? remporte le Cristal du long métrage.

## Jury

### Longs métrages
- Tomm Moore, réalisateur,  Irlande
- Charlotte de La Gournerie, productrice,  France
- Frédéric Maire, journaliste et directeur de la Cinémathèque suisse,  Suisse

### Courts métrages
- Jean Labadie, producteur et distributeur chez Le Pacte,  France
- Adriaan Lokman, artiste visuel et cinéaste,  France
- Saskia von Virág, productrice,  Suisse

### Films de fin d'études et courts métrages Off-Limits
- Ron Dyens, producteur,  France
- Olivier Calvert, concepteur sonore,  Canada
- Maria Anestopoulou, directrice de festival,  Grèce

### Films de télévision et de commande
- Laurence Herszberg, directrice générale du festival Séries Mania,  France
- Rita Mbanga, productrice chez Sunrise Productrions,  Afrique du Sud
- Cesar Cabral, réalisateur,  Brésil

### Longs métrages Contrechamp
- Félix Dufour-Laperrière, cinéaste et producteur,  Canada
- Yonfan, réalisateur,  Chine
- Ilze Burkovska Jacobsen, réalisatrice et scénariste,  Norvège

### Œuvres VR
- Ramsey Ann Naito, présidente de Paramount Pictures Animation  États-Unis
- Michael Frei, réalisateur et producteur,  Suisse
- Chris Nee, créatrice et productrice exécutive,  États-Unis

### Perspectives
- Mariama Baldé,  Suisse
- Gabriel Colban,  Suisse
- Korlei Rochat,  Suisse

### Prix André-Martin
- Thomas Fouet
- Christine Gendre
- Jacques Kermabon
- Carolina López Caballero
- Dominique Seutin

### Prix Festivals Connexion
- Calmin Borel,  France
- Chloé Le Nôtre,  France
- Anne-Sophie Rey,  France

### Prix de la meilleure musique originale
- Alex Beaupain,  France
- Amine Bouhafa,  Tunisie

### Prix YouTube
- Cyprien Iov,  France
- Brigitte Lecordier,  France

### Jury Junior
- William Djoudi
- Gabrielle Priou
- Noémie Deschamps
- Alex Gervasoni

## Intervenants

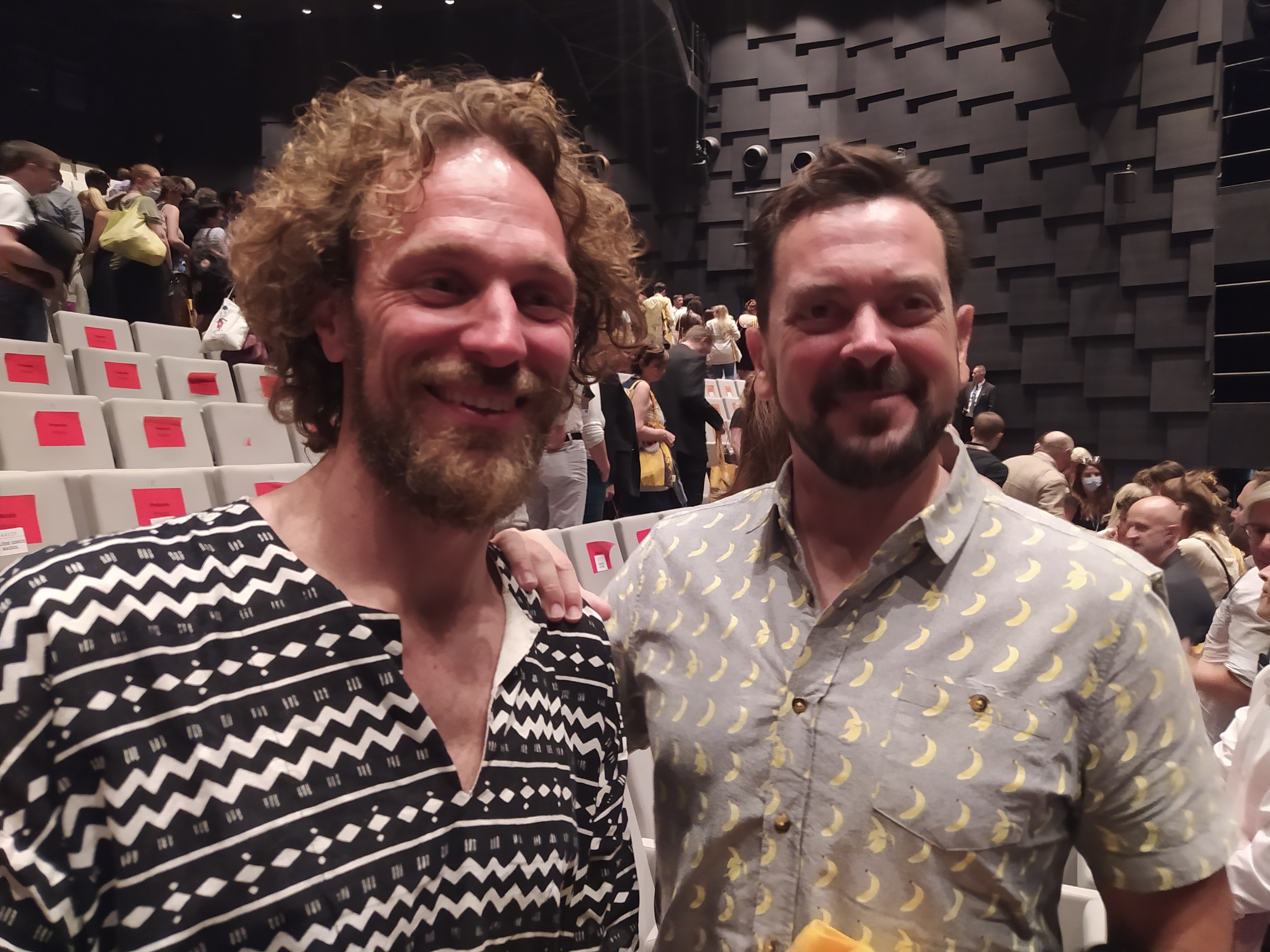
Jonathan Del Val et Brad Ableson
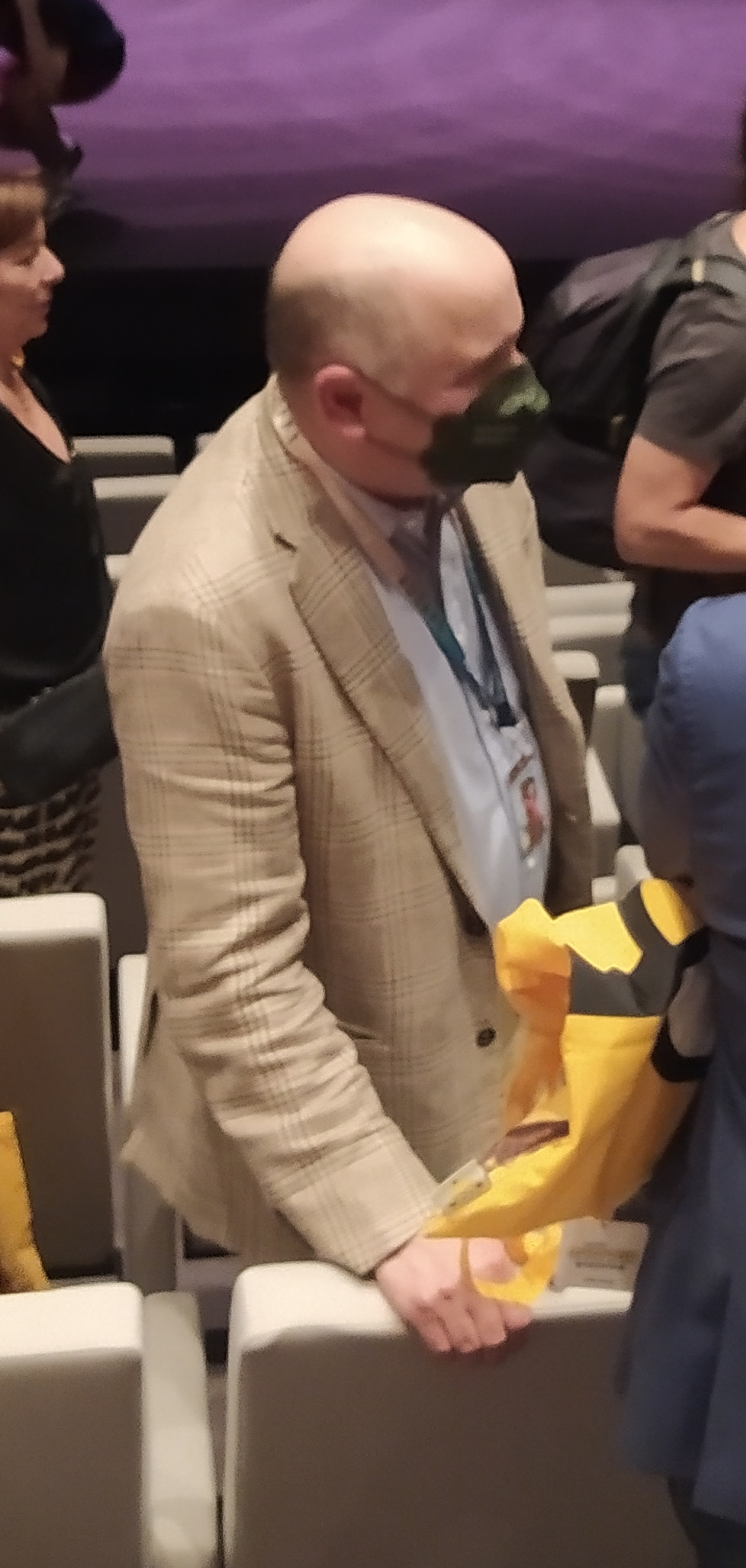
Chris Meledandri
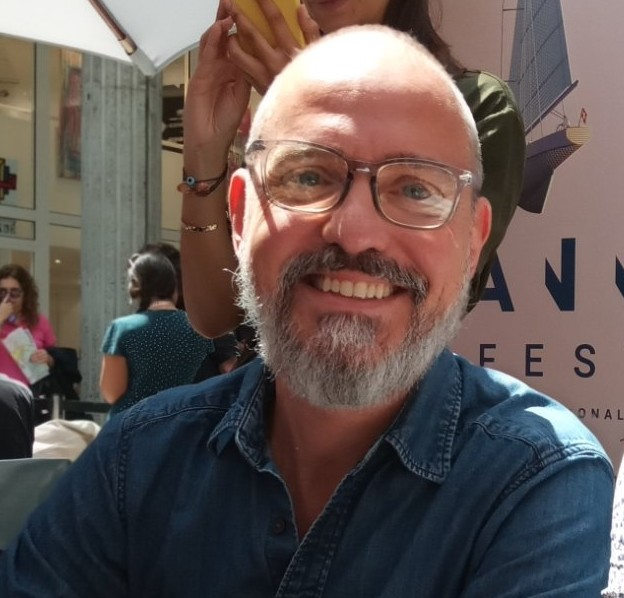
Kyle Balda
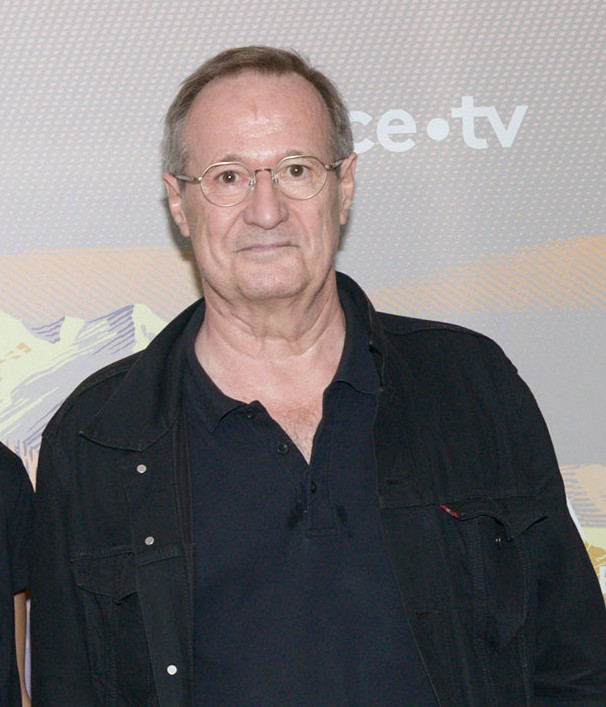
Jean Labadie
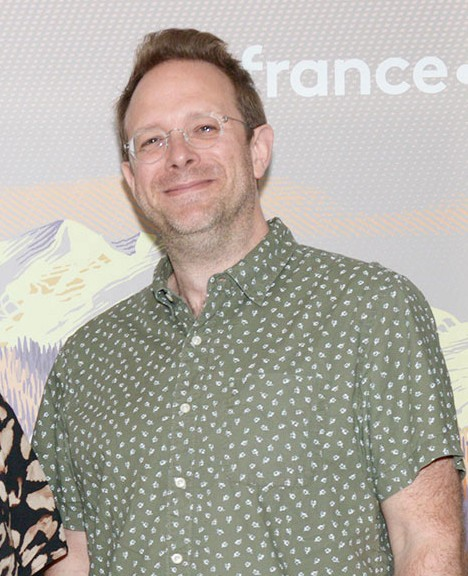
Olivier Calvert
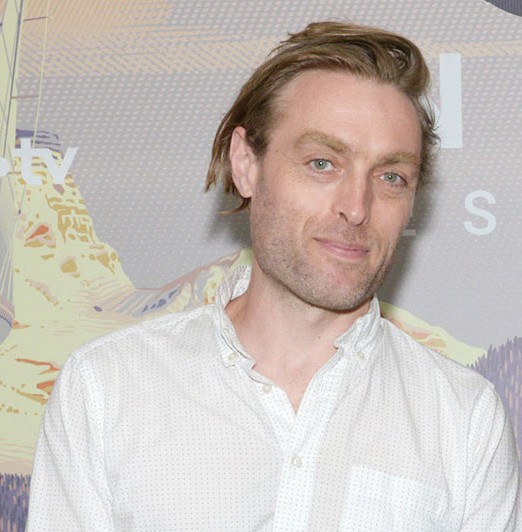
Félix Dufour-Laperrière
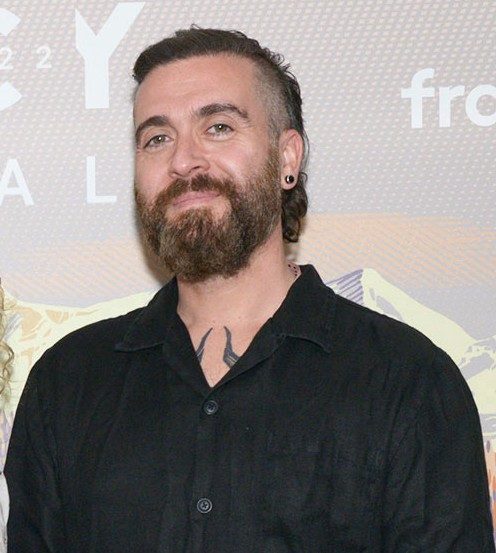
Tomm Moore
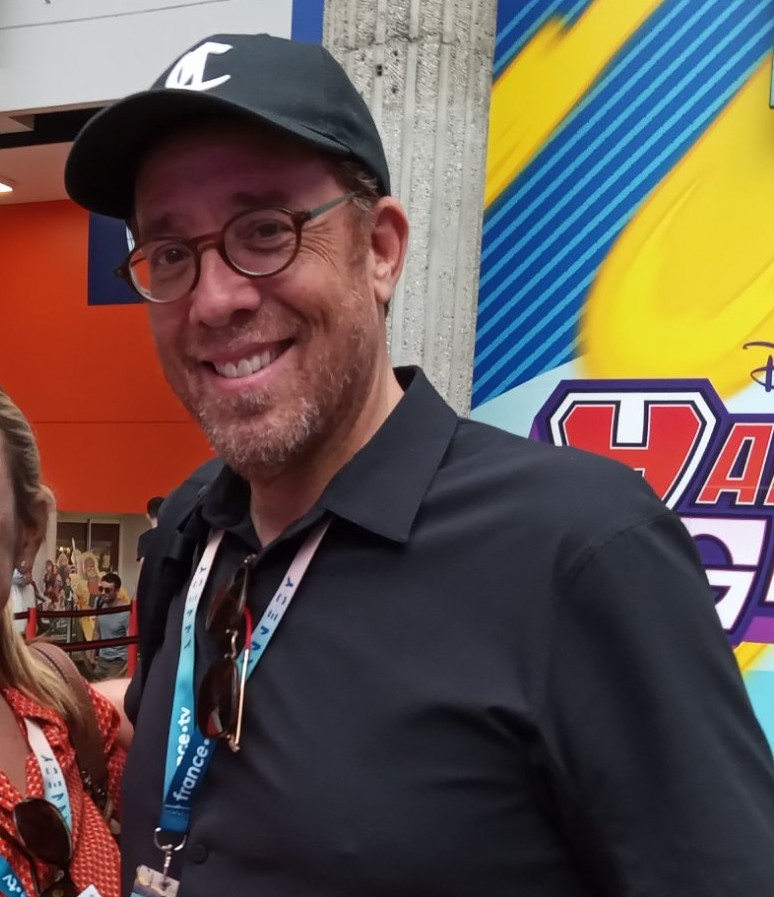
Rob Minkoff
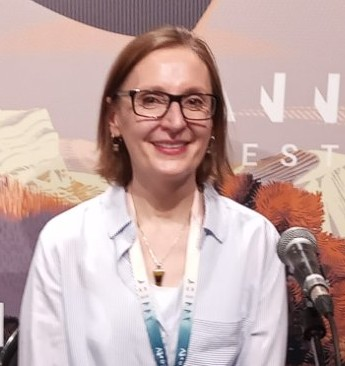
Nora Twomey
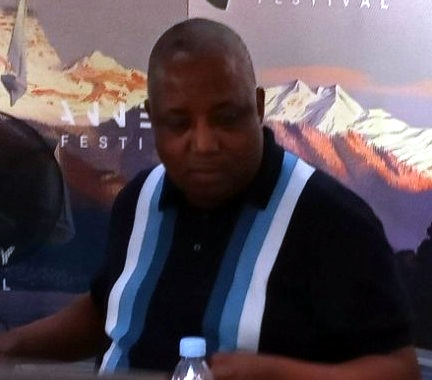
Kemp Powers
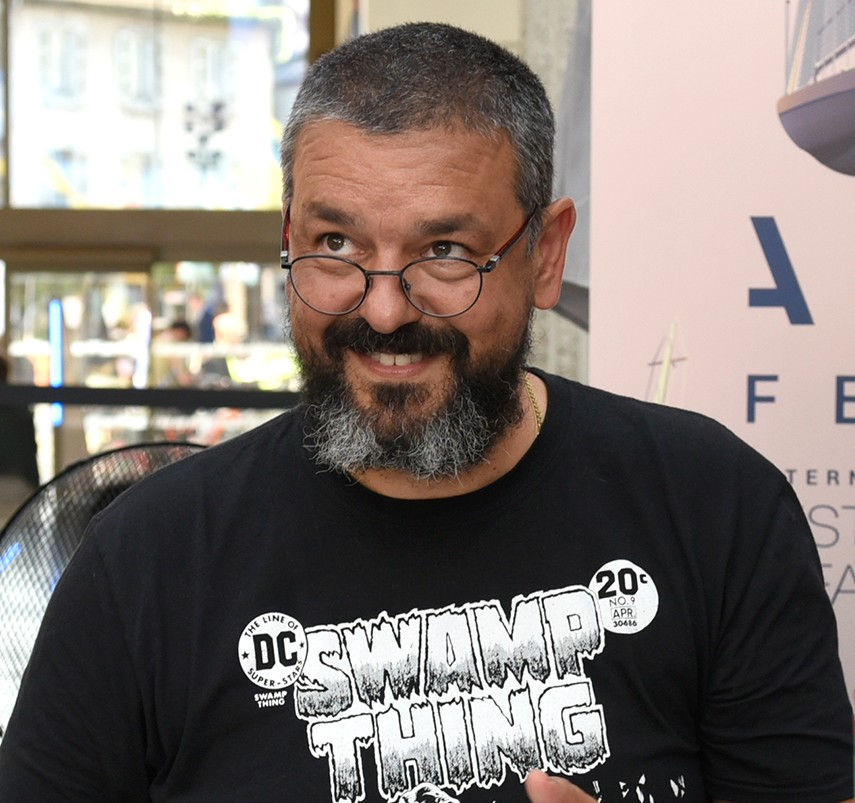
Joann Sfar
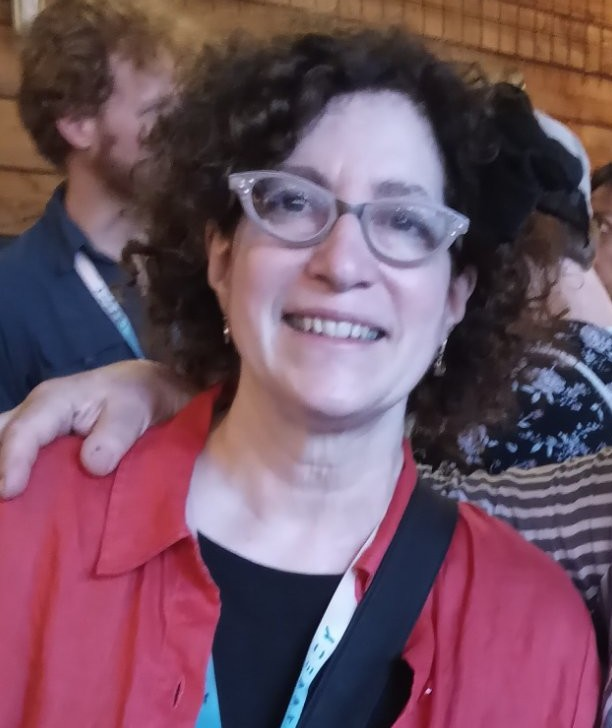
Janet Perlman
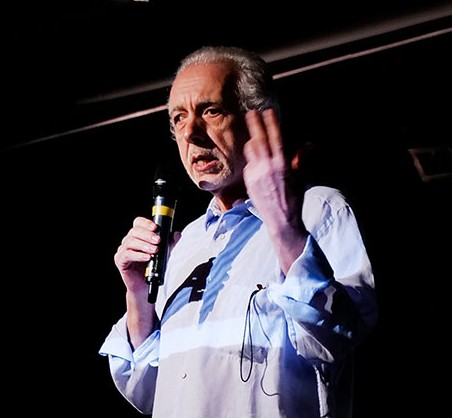
Fernando Trueba
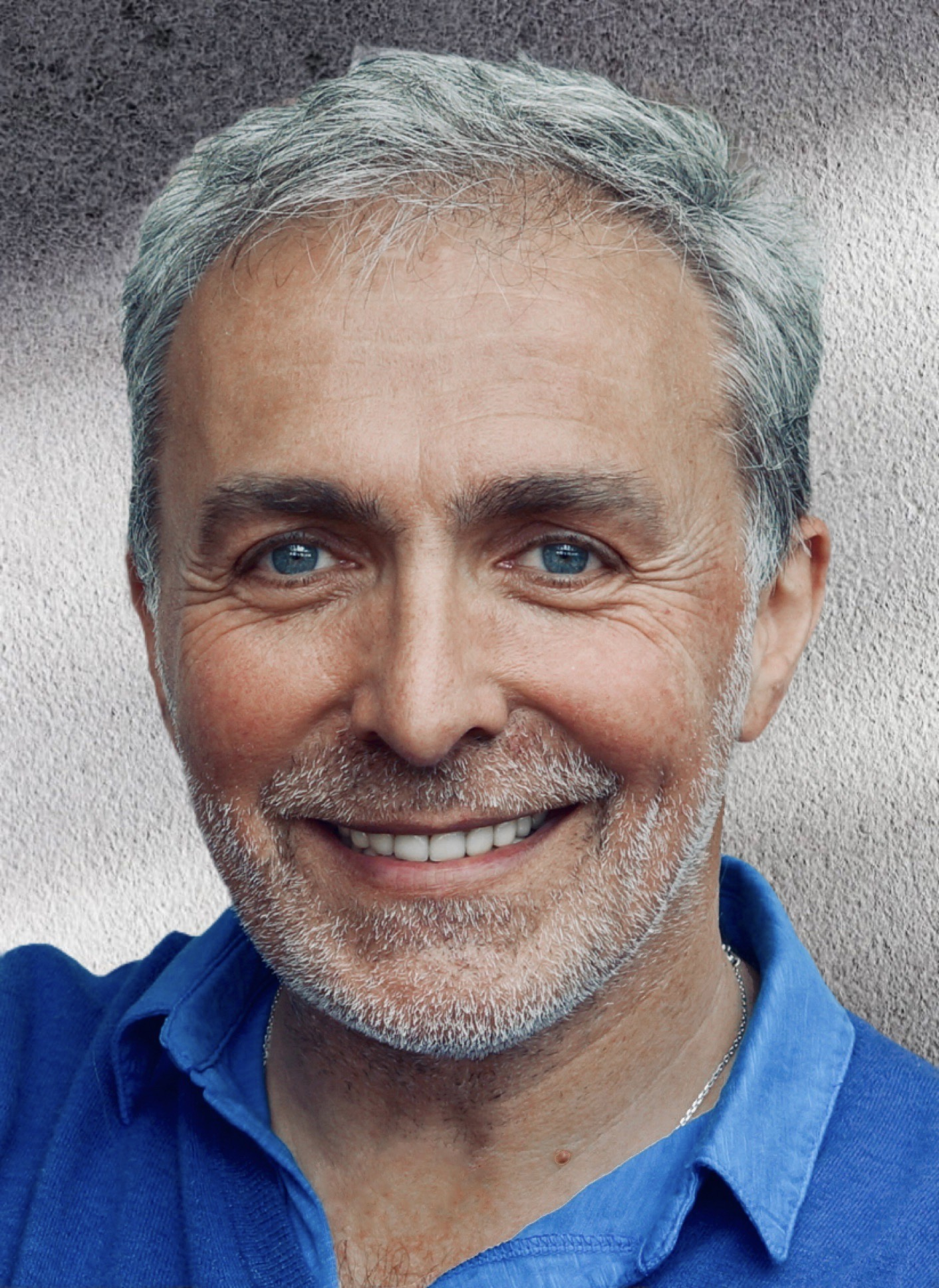
Serge Faliu
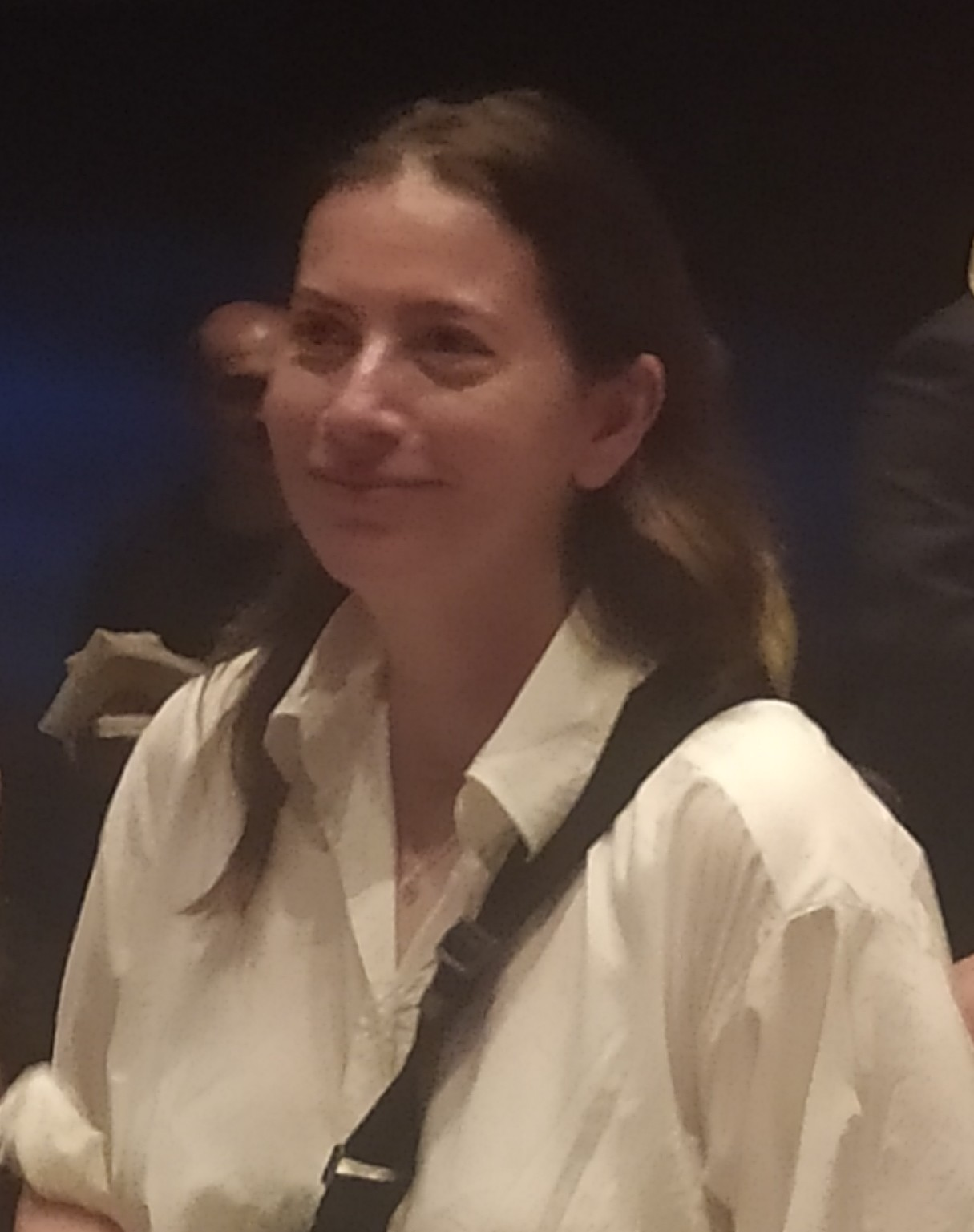
Anne Goscinny
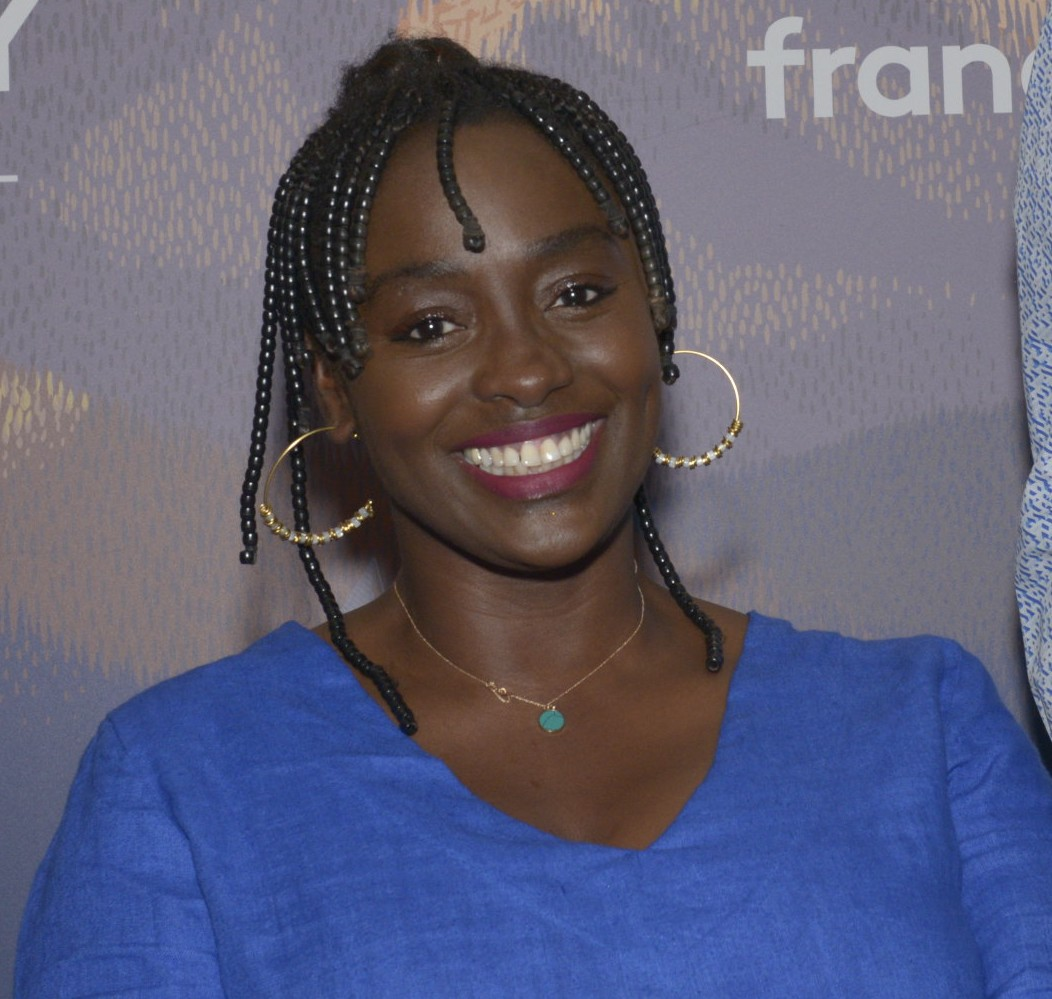
Aïssa Maïga
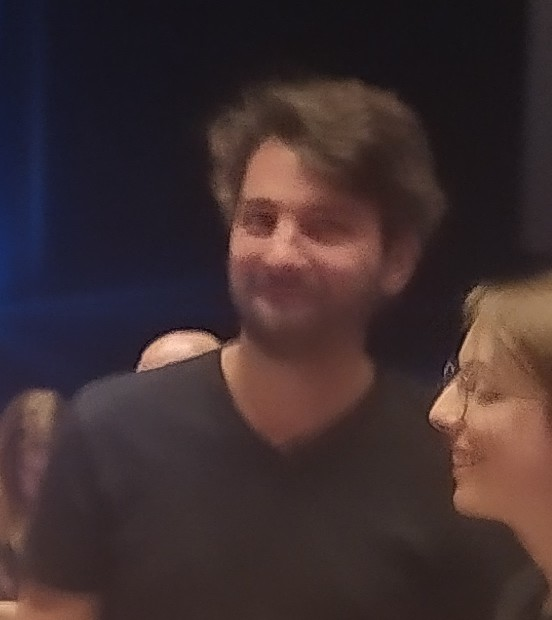
Ludovic Bource
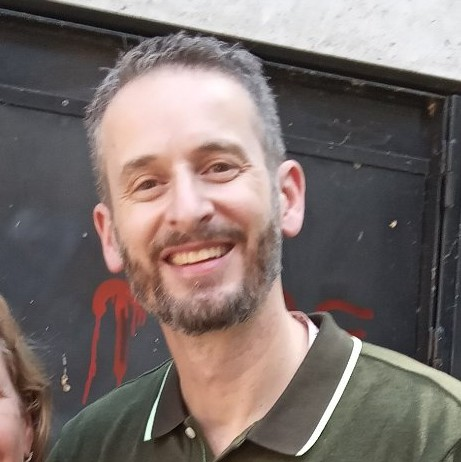
Chris Williams
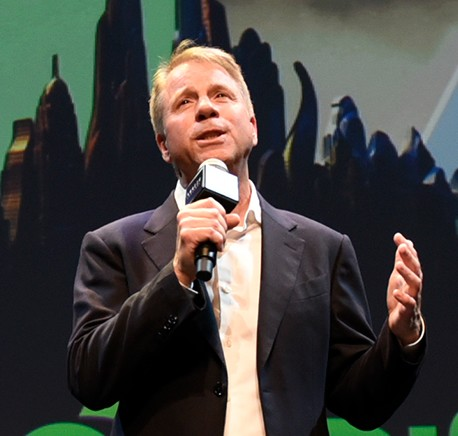
Clark Spencer
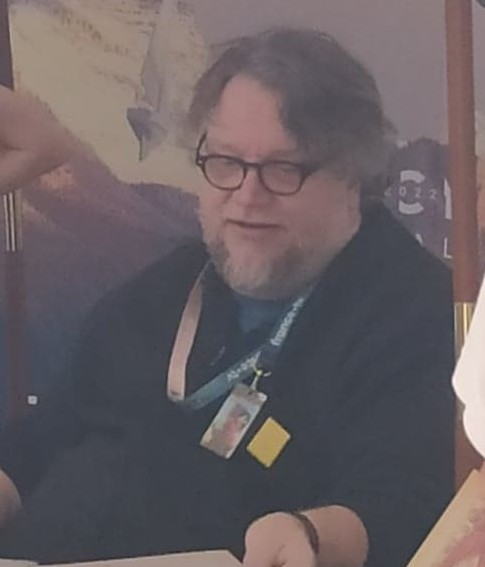
Guillermo del Toro
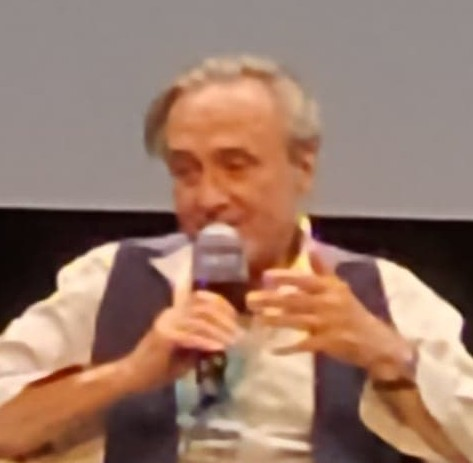
Joe Dante
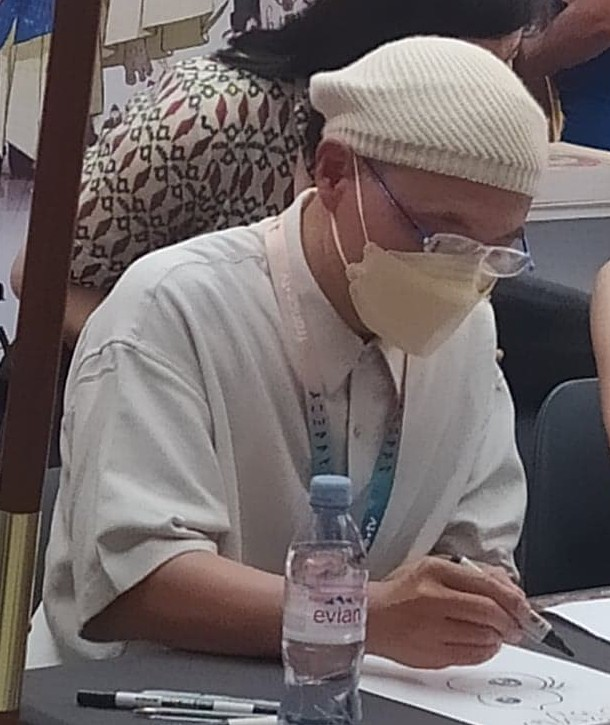
Masaaki Yuasa
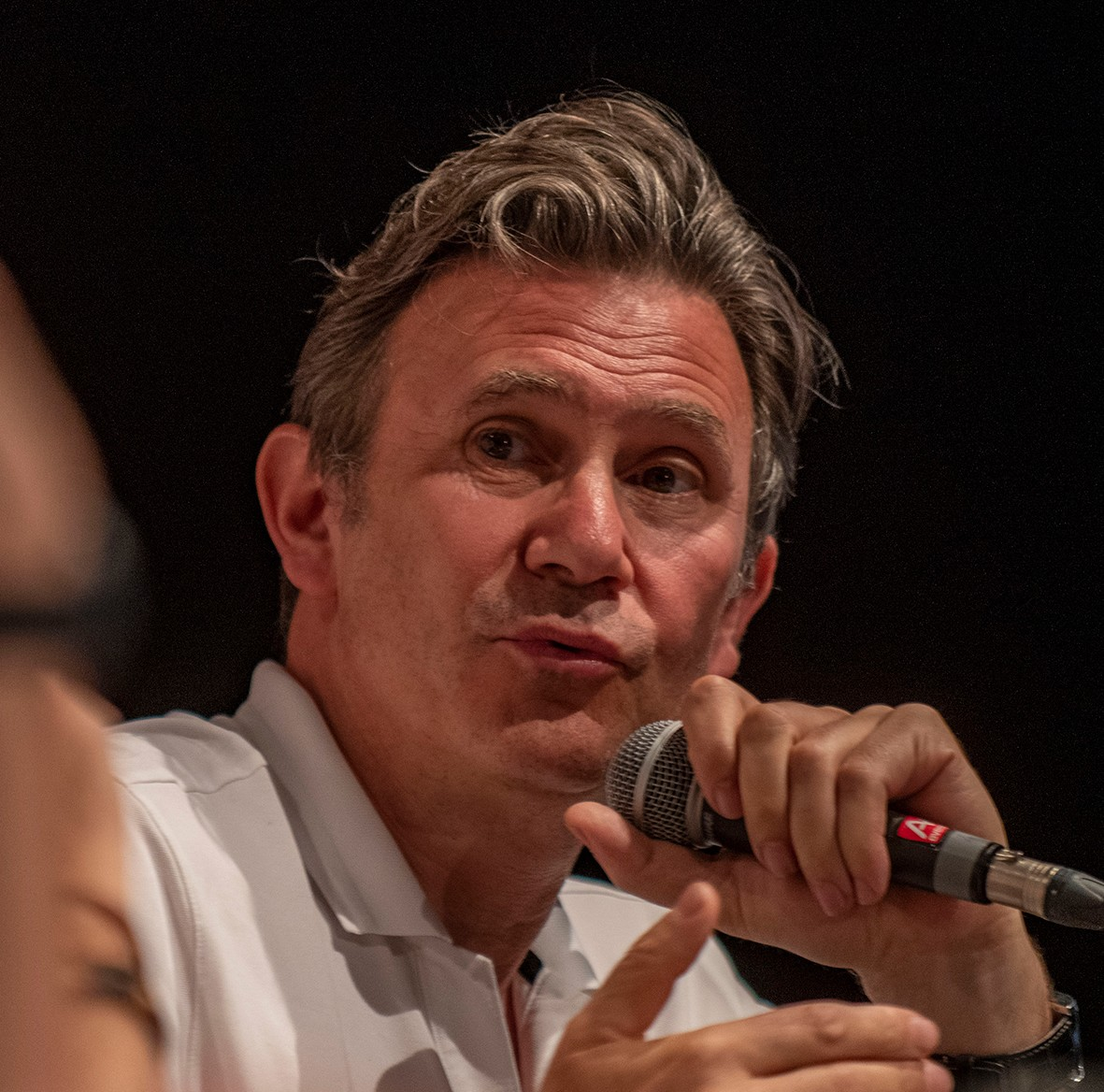
Michel Hazanavicius
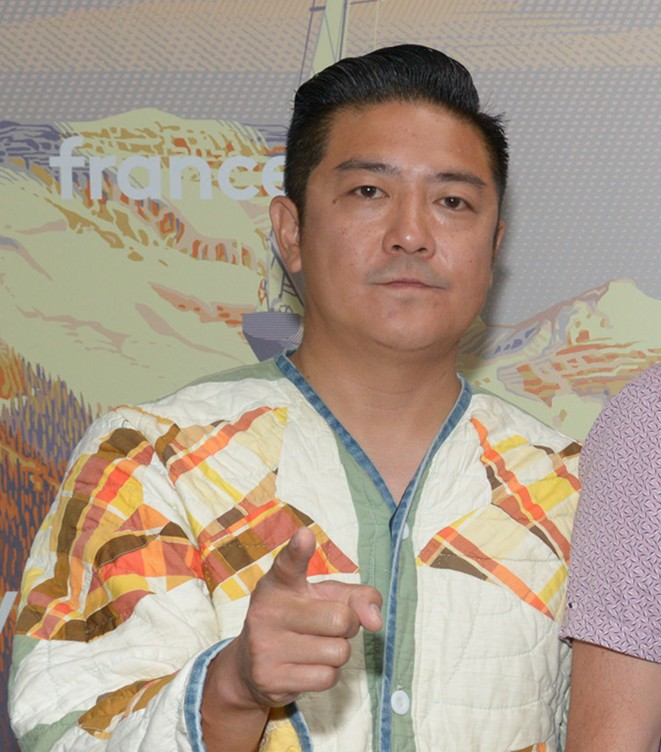
Tze Chun
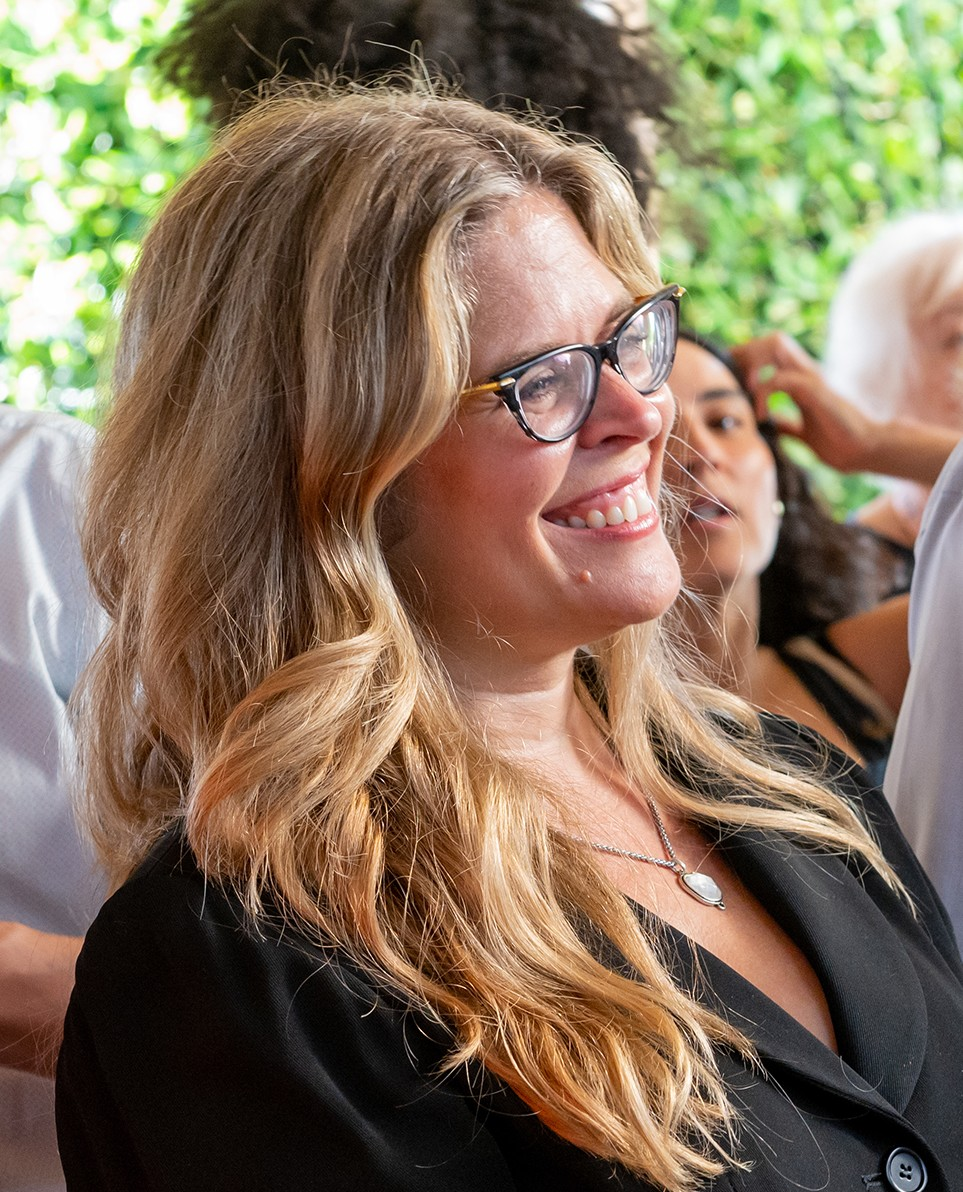
Jennifer Lee
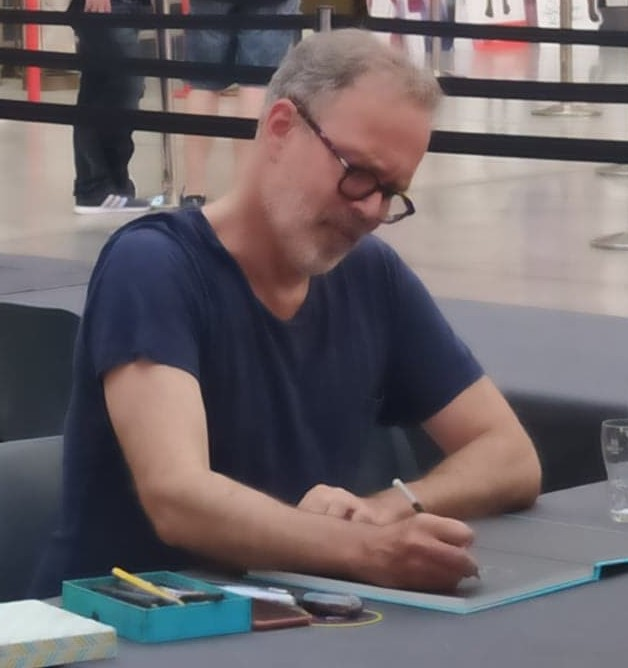
Zep
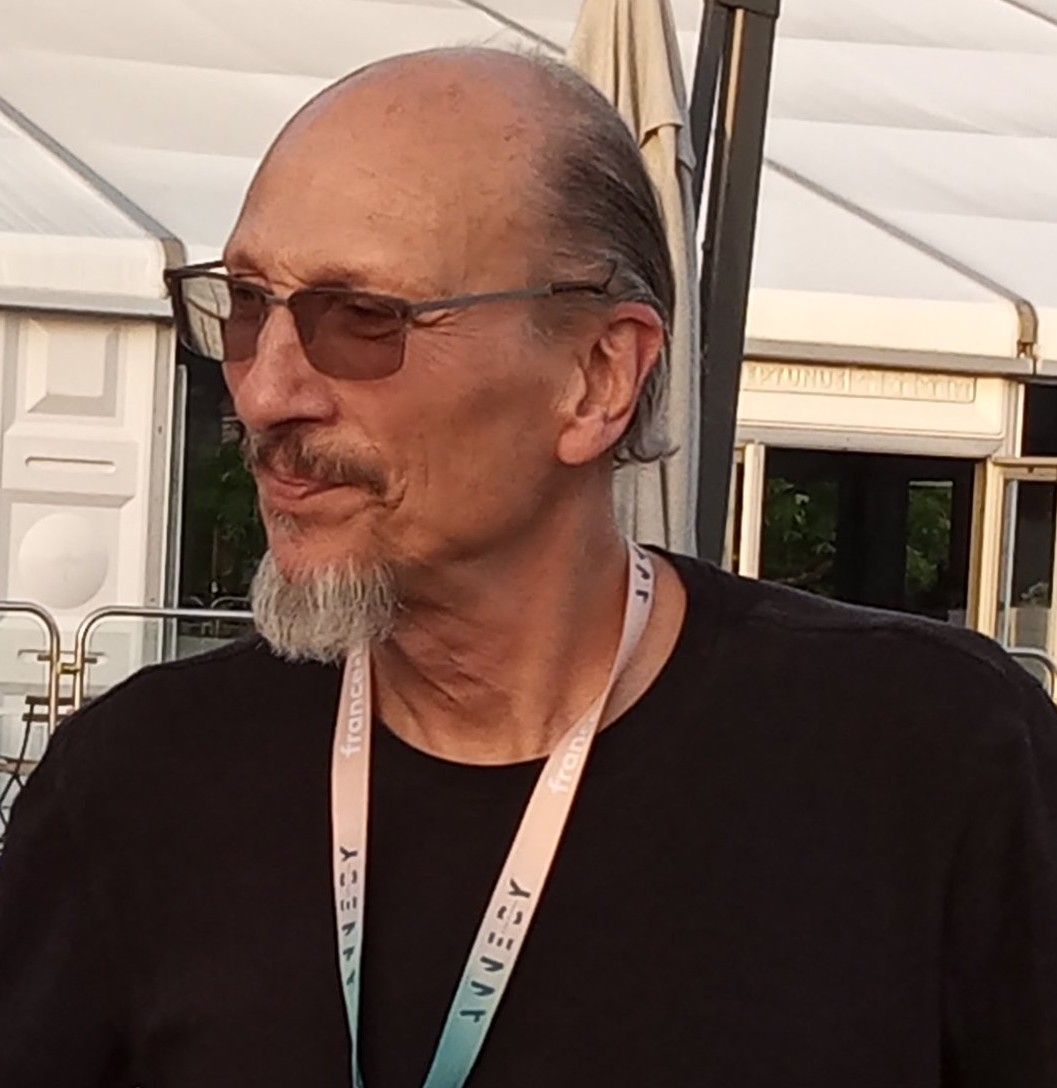
Roy Conli
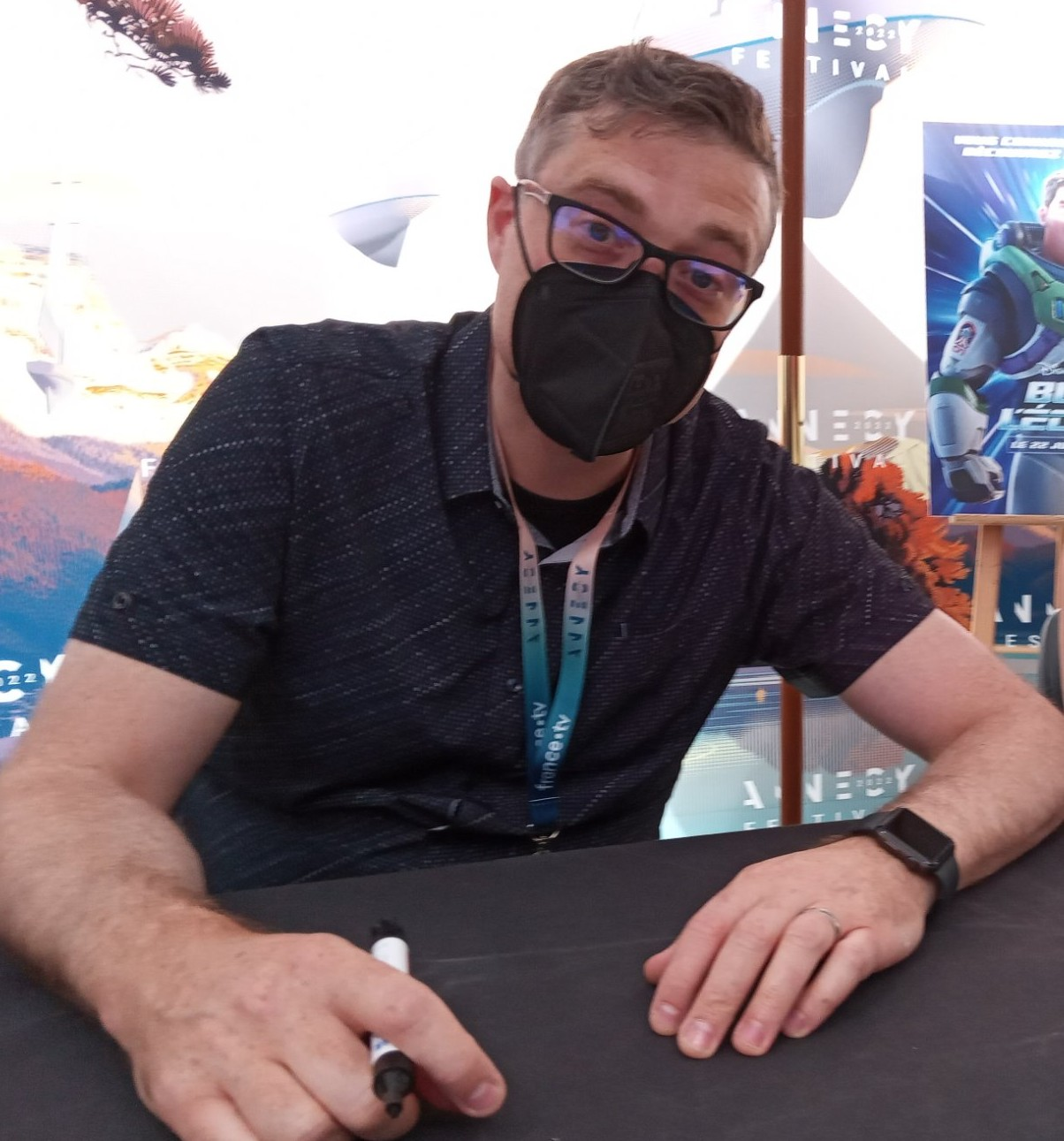
Angus MacLane
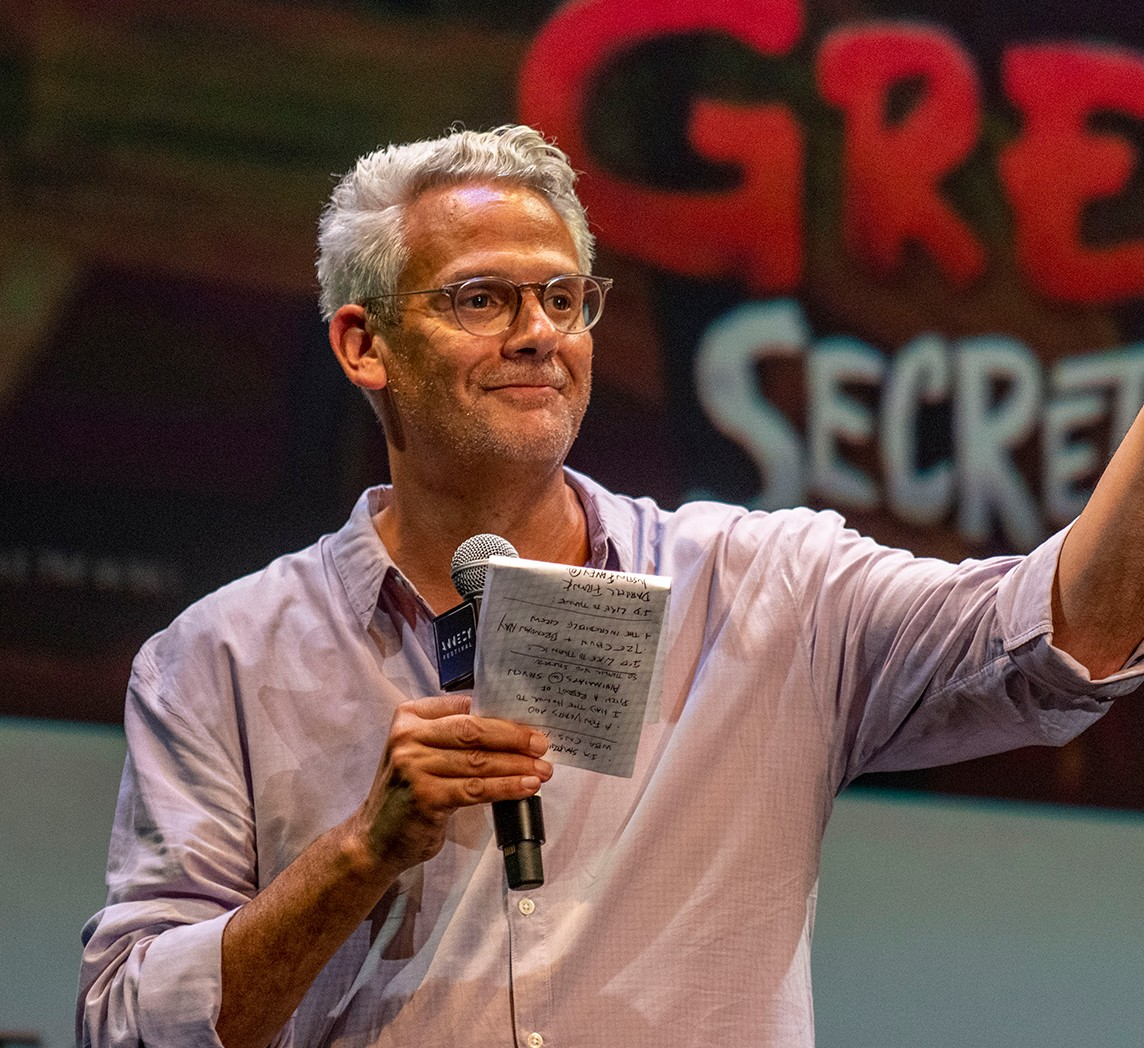
Sam Register

### Expositions
- Mirages, l’art de Laurent Durieux de Laurent Durieux
- La Grande Histoire du Petit Nicolas de René Goscinny et Jean-Jacques Sempé
- Jean Dejoux et l'animographe de Jean Dejoux
- Ma vie de Courgette de Claude Barras

### Avant-premières

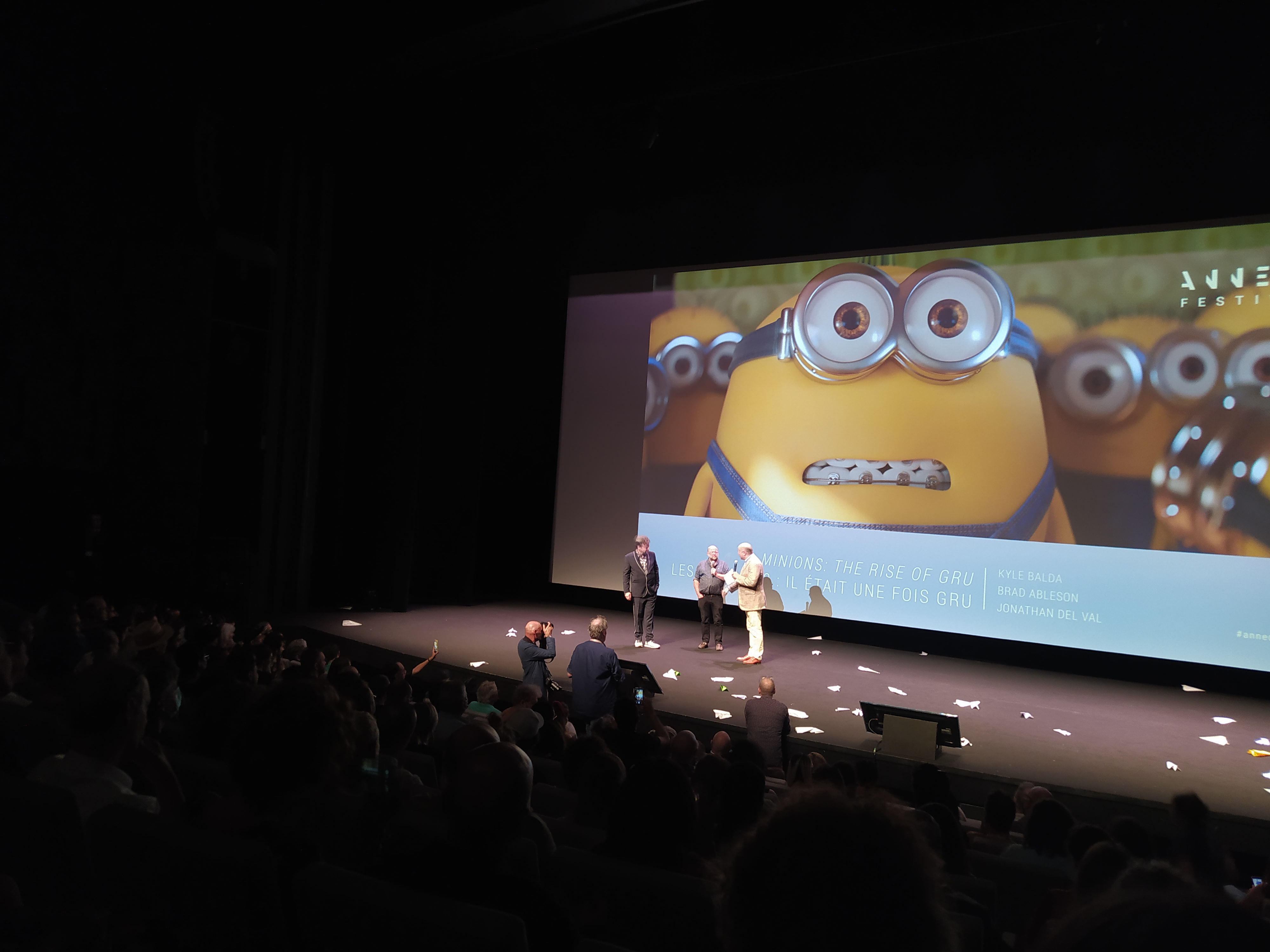
Cérémonie d'ouverture du festival en présence de Marcel Jean et de Chris Meledandri avec l'avant-première de Les Minions 2 : Il était une fois Gru.

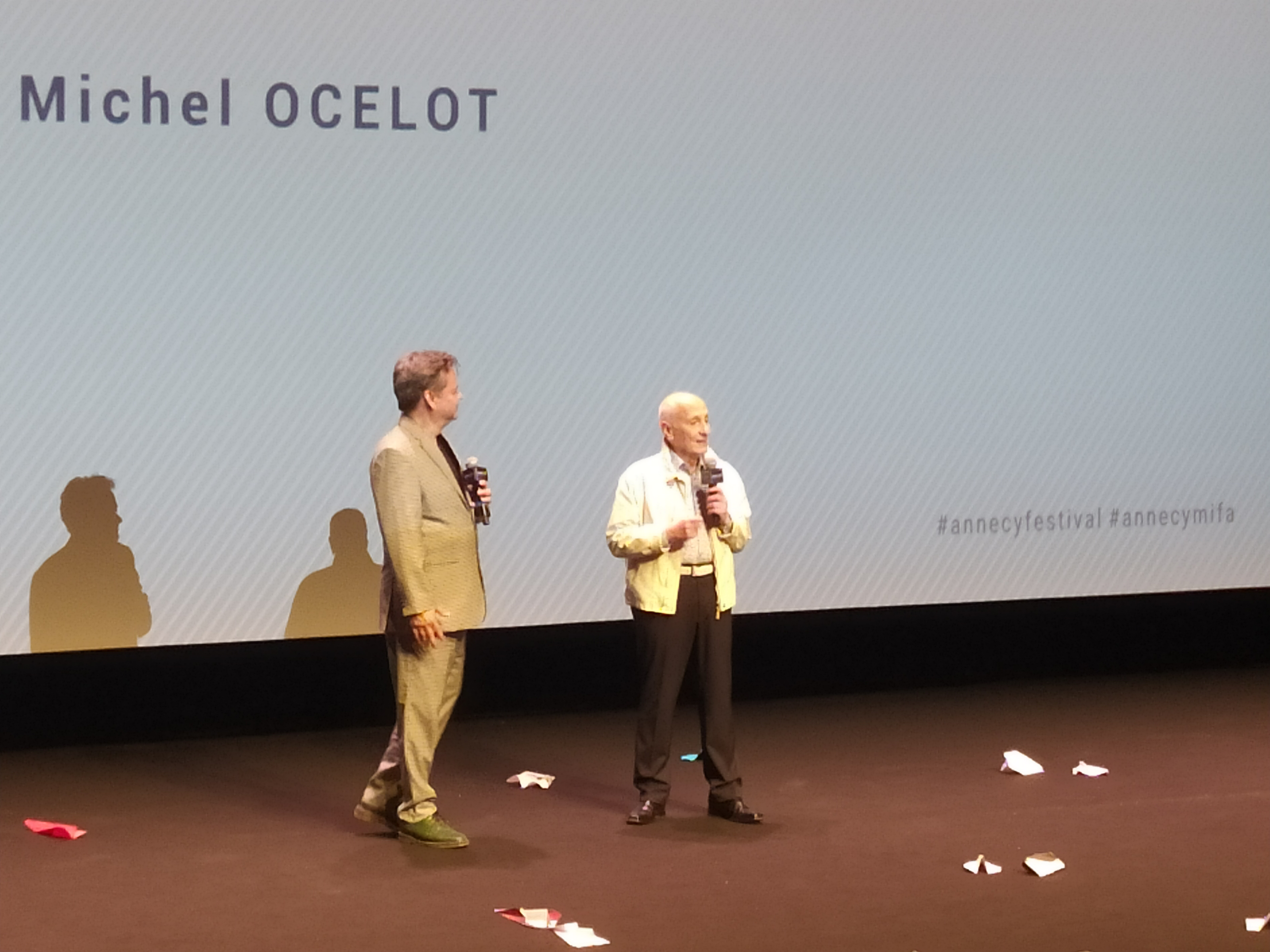
Michel Ocelot présentant Le Pharaon, le Sauvage et la Princesse et recevant le Cristal d'honneur.

- Kyle Balda, Brad Ableson, Jonathan del Val et Chris Meledandri pour Les Minions 2 : Il était une fois Gru
- Marya Zarif, André Kadi et Judith Beauregard pour Dounia et la Princesse d'Alep
- Jean-Christophe Roger, Julien Chheng, Damien Brunner, Didier Brunner, Vincent Courtois, Guillaume Mautalent, Sébastien Oursel et Stéphan Roelants pour Ernest et Célestine : Le Voyage en Charabie
- Tze Chun, Brendan Hay, Joe Dante, Winson Seto et Matt Andree Wittens pour Gremlins: Secrets of the Mogwai
- Masaaki Yuasa, Fumie Takeuchi, Eunyoung Choi et Akiko Yodo pour Inu-Oh
- Michel Ocelot, Christophe Rossignon, Ève Machuel, Aïssa Maïga et Philip Boëffard pour Le Pharaon, le Sauvage et la Princesse
- Michel Kichka et Marc Jousset pour Les Secrets de mon père
- Angus MacLane et Galyn Susman pour Buzz l'Éclair
- Yonfan et Joyce Yang pour No.7 Cherry Lane
- Alê Abreu et Laís Bodanzky pour Perlimps
- Yasuhiro Yoshiura pour Sing a Bit of Harmony
- Joaquim dos Santos, Kemp Powers, Justin Thompson, Avi Arad, Amy Pascal, Phil Lord, Chris Miller et Christina Steinberg pour Spider-Man: Across the Spider-Verse
- Chris Williams et Jed Schlanger pour Le Monstre des mers

### Présentations de futures œuvres
- Joel Crawford, Mark Swift, Margie Cohn, Januel Mercado, Nate Wragg et Heidi Jo Gilbert pour Le Chat potté 2 : La Dernière Quête
- Mathias Chelebourg et Matthieu Saghezchi pour Retour à Canterville
- Tor Lubich Fruergaard, Michael Hegner, Joelle Caroline, Irene Sparre et Christophe Erbes pour Team Nuggets
- Fernando Trueba, Javier Mariscal, Juan Carlos Concha Riveros et Janneke van de Kerkhof pour They Shot the Piano Player
- Genndy Tartakovsky, Bernard Som, Stephen Destefano et Chloë Aubert pour Unicorn: Warriors Eternal
- Nora Twomey, Áine McGuiness et Fergal Brennan pour Le Dragon de mon père
- Usman Riaz, Mariam Paracha, Khizer Riaz et Manuel Cristóbal pour Le Verrier
- Naoko Yamada et Choi Eunyoung pour Garden of Remembrance
- Finbar Hawkins, Joana Malagueira et Arnaud Colinart pour Wallace and Gromit VR Experience
- Jim Capobianco, Pierre-Luc Granjon, Kim Keukeleire et Kat Alioshin pour Léo
- Alain Gagnol, Maryse Tuzi, Jérôme Duc-Maugé et Xavier Cruz pour Nina et les Contes du hérisson
- Isabelle Andréani, Voyelle Acker et Vincent Guttmann pour Mamie Lou
- Michel Hazanavicius, Christophe Jankovic, Marie Bouchet et Julien Grande pour La Plus Précieuse des marchandises
- Chiara Malta, Sébastien Laudenbach, Margaux Duseigneur et Erwan Kerzanet pour Linda veut du poulet !
- Jennifer Lee, Clark Spencer et Roy Conli pour Strange World, Baymax! et Zootopie+
- Dice Tsutsumim, Mari Okada, Kane Lee, Sara K. Sampson et Robert Kondo pour ONI: Thunder God's Tale
- Peggy Holmes pour Luck
- Henry Selick pour Wendell and Wild
- Nora Twomey pour Le Dragon de mon père
- Wendy Rogers pour The Magician's Elephant
- Nick Bruno et Troy Quane pour Nimona
- Kohei Obara et Hiroyasu Ishida pour Les Murs vagabonds
- Chris Nee et Karissa Valencia pour Spirit Rangers
- Everett Downing et Patrick Harpin pour My Dad the Bounty Hunter
- David Fincher, Tim Miller et Jennifer Yuh Nelson pour Love, Death and Robots - Bad Travelling
- Fletcher Moules, Maurice Williams et Kid Cudi pour Entergalactic
- Guillermo del Toro et Ted Sarandos pour Pinocchio

### Conférences
- Chris Nee et Karissa Valencia pour La Force du storytelling inclusif
- Robert Valley pour On the Outside Looking Out
- Jérémie Périn, Sean Buckelew et Momoko Seto pour Science-fiction : animation du futur ou futur de l’animation ?
- Margaret Dean, Mounia Aram, Paula Boffo, Maureen Fan, Nosipho Maketo-van Den Bragt, Adrianna Cohen, Damien De Froberville, Ramsey Naito, David Prescott, Julie Ann Crommett, Steve Isaacs, Deepa Joshi, Delphine Nicolini, Sajda Ouachtouki, Vanessa Sinden, Marya Bangee, Chris Mack et Janine Weigold pour WIA World Summit - Égalité des chances : un appel mondial pour l’inclusion dans l'animation
- Laetitia Bochud, Jay Kim, Martin Charrière, Jean Bouthors, Marc Tanenbaum, Margaux Durand-Rival, Pierre-Guy Di Costanzo, Volker Helzle, Eduardo Cachucho et Kane Lee pour Retour vers le futur de la VR
- Eva Lee Wallberg, Christian Boving-Andersen, Daniel Lennard, Emma Fernando et Charlotte de La Gournerie pour La Quête héroïque du valeureux Prince Ivandoe
- Anna Ginsburg, Magnus Atom, Darren Walsh, Robert Valley, Maryka Laudet et Quentin Camus pour Passion : une question de style
- Dan Povenmire et Brandi Young pour Hamster & Gretel
- Cécile Lacoue pour Présentation de l'étude sur le marché de l’animation
- Julien Papelier, Caroline Audebert, Lila Hannou, Jérôme Alby, Raphaële Ingberg, Benoît De Tauriac et Sylvain Dos Santos pour Un aperçu exclusif des nouvelles ambitions d'Ellipse Animation
- Marie-France Godbout, Steve Couture, Marie-Claude Beauchamp et Guy Lepage pour De nouvelles façons d'atteindre le public au Canada
- Kristine Belson, Fletcher Moules, Robert Valley, Antonio Canobbio, Matthew Cherry et Karen Toliver pour Sony Pictures Animations présente Agent King et Young Love
- Jason Hand et Lorelay Bove pour Ouverture des portes d'Encanto : coup d'œil dans l'art et le récit
- Samuel Kaminka et Stéphane Le Bars pour Animation française : l'indépendance en question
- Latoya Raveneau, Bruce W. Smith, Jan Hirota et Ralph Farquhar pour Cool Attitude, encore plus cool
- Ayo Davis, Alyssa Sapire, Meredith Roberts, Hélène Etzi et Orion Ross pour À chacun son histoire
- Audrey Diehl, Sammy Perlmutter, Jennifer Coyle, Nicole Rivera, Genndy Tartakovsky, Jayro Giron, Sarah Fell et Ben Bocquelet pour Au cœur des studios Warner Bros. Animation, Cartoon Network et Hanna-Barbera Europe
- Luce Grosjean, Morgann Favennec et Yohann Comte pour Distribuer et promouvoir l’animation française à l'international en 2022 : enjeux à l'ère digitale et post-pandémie
- Emma Tirand et Adrien Desanges pour Benshi : le plus grand du cinéma pour les petits
- Stuart Forrest, Anthony Silverston, Tendayi Nyeke, Raffaella Delle Donne, Greig Cameron et Mike Buckland pour Triggerfish : plus grand, plus loin
- Rodrigo Blaas, Tim Harper, Sean Mullen, Stephane Daegelen, Nathalie Masseret, Anne-Sophie Palermo et Manuel Souillac pour En écho à Ozi, la voix de la forêt
- Jennifer Lee, Julien Meesters, Louis-Philippe Vermette, Tiffany Feeney, Camille Eden, François Narboux, Haz Dulull, Taylor Moll, Jean-Baptiste Spieser et Olivier Staphylas pour Libérer les talents et la création : un enjeu clé pour l’animation
- Alberto Vázquez, Nathalie Martinez, Fernando Viñuales Allue et Hervé Dupont pour Animation from Spain : l'industrie de l'animation espagnole sous les projecteurs
- Jason Hand pour Trace écrite : le parcours d'un story artist
- Elizabeth Ito, Mark Andrews, Adam Valdez et Brad Lewis pour Epic Games présente : animer avec Unreal
- Erika Burton, David Prescott, Markus Kurtz, Kara Oropallo, Crosby Clyse et Ted Ty pour DNEG Animation : une introduction en bonne et due forme
- Noelia Maria Muíño González, Enric Sant, Ana Inés Flores et Jose Villena pour Next Lab Generation : les technologies de rupture dans l'industrie de l'animation
- Ramsey Naito, Latifa Ouaou et Eryk Casemiro pour La Vitrine de Nickelodeon Studio
- Chelsea Beyl, Latoya Raveneau et Craig Gerber pour Table ronde des showrunners Disney Junior
- Sandrine Nguyen, Karine Riahi, Melissa Wolfe, Yannick-Aline Bossenmeyer, Patrice Poujol, Mark Warshaw, Max Howard, Marc du Pontavice, Maureen Fan et Gilles Gaillard pour Les Nouveaux Leviers de croissance de l’animation

### Making-of
- Chris Williams, Joyce Arrastia, Matthias Lechner et Jed Schlanger pour Le Monstre des mers
- Alessandro Taini, Jennifer Gay et Patrick Krebs pour Star Trek: Prodigy
- Pierre Perifel, Luc Desmarchelier, Floriane Marchix, JP Sans et Matt Baer pour Les Bad Guys

### Dédicaces
- Joaquim Dos Santos, Kemp Powers et Justin Thompson pour Spider-Man: Across the Spider-Verse
- Peggy Holmes, David Eisenmann, Kiel Murray, Yuriko Senoo et Javier Romero pour Luck
- Joel Crawford, Mark Swift, Januel Mercado, Nate Wragg, Heidi Jo Gilbert et James Ryan pour Le Chat potté 2 : La Dernière Quête
- Pierre Perifel, Luc Desmarchelier et JP Sans pour Les Bad Guys
- Gilles Paris
- Kyle Balda pour Les Minions 2 : Il était une fois Gru
- Benjamin Massoubre et Amandine Fredon pour Le Petit Nicolas : Qu'est-ce qu'on attend pour être heureux ?
- Guillermo del Toro pour Pinocchio
- Chris Williams pour Le Monstre des mers
- Zep
- Jul
- Bill Kinder pour Making the Cut at Pixar: The Art of Editing Animation
- Roy Conli pour Strange World
- Dave Wasson, Andrea Fernandez et Adam Paloian pour Le Cuphead Show ! - Ghosts Ain't Real!

## Sélection

### Longs métrages

#### Sélection officielle
| Titre                                                         | Réalisation                           | Pays                                   |
| ------------------------------------------------------------- | ------------------------------------- | -------------------------------------- |
| Charlotte                                                     | Éric Warin et Tahir Rana              | Belgique, Canada et France             |
| Goodbye, Don Glees!                                           | Atsuko Ishizuka                       | Japon                                  |
| Interdit aux chiens et aux Italiens                           | Alain Ughetto                         | France, Italie et Suisse               |
| Le Petit Nicolas : Qu'est-ce qu'on attend pour être heureux ? | Amandine Fredon et Benjamin Massoubre | France et Luxembourg                   |
| La Maison des égarées                                         | Shinya Kawatsura                      | Japon                                  |
| My Love Affair with Marriage                                  | Signe Baumane                         | États-Unis, Lettonie et Luxembourg     |
| Nayola                                                        | José Miguel Ribeiro                   | Portugal, Belgique, Pays-Bas et France |
| Saules aveugles, femme endormie                               | Pierre Földes                         | France, Luxembourg, Canada et Pays-Bas |
| L'Île The Island                                              | Anca Damian                           | Roumanie, France et Belgique           |
| Unicorn Wars                                                  | Alberto Vázquez                       | Espagne et France                      |

#### Contrechamp
| Titre                                       | Réalisation                         | Pays                           |
| ------------------------------------------- | ----------------------------------- | ------------------------------ |
| Aurora's Sunrise                            | Inna Sahakyan                       | Arménie, Allemagne et Lituanie |
| Home Is Somewhere Else                      | Carlos Hagerman et Jorge Villalobos | États-Unis et Mexique          |
| Pléthore de nords Ikuta no Kita             | Kōji Yamamura                       | Japon et France                |
| Khamsa - Le Puits de l'oubli                | Khaled Chiheb                       | Algérie                        |
| L'Autre Forme La otra forma                 | Diego Guzmán                        | Colombie                       |
| Les Démons d'argile My Grandfather's Demons | Nuno Beato                          | Portugal, Espagne et France    |
| Quantum Cowboys                             | Geoff Marslett                      | États-Unis                     |
| Silver Bird and Rainbow Fish                | Lei Lei                             | États-Unis et Pays-Bas         |
| Tae-il-i                                    | Hong Joon-pyo                       | Corée du Sud                   |
| Yaya e Lennie: The Walking Liberty          | Alessandro Rak                      | Italie                         |

### Courts métrages

#### Sélection officielle
| Titre                         | Réalisation                           | Pays                                      |
| ----------------------------- | ------------------------------------- | ----------------------------------------- |
| Amok                          | Balázs Turai                          | Hongrie et Roumanie                       |
| Anxious Body                  | Yoriko Mizushiri                      | Japon                                     |
| Babicino seksualno zivljenje  | Urska Djukic et Emilie Pigeard        | France et Slovénie                        |
| Backflip                      | Nikita Diakur                         | Allemagne et France                       |
| Beware of Trains              | Emma Calder                           | Royaume-Uni                               |
| Bird in the Peninsula         | Atsushi Wada                          | France et Japon                           |
| Black Slide                   | Uri Lotan                             | Royaume-Uni                               |
| Bottle Cap                    | Marie Hyon et Marco Spier             | États-Unis                                |
| Deux Sœurs                    | Anna Budanova                         | France                                    |
| Drone                         | Sean Buckelew                         | États-Unis                                |
| Garrano                       | David Doutel et Vasco Sá              | Portugal et Lituanie                      |
| Glazing                       | Lilli Carré                           | États-Unis                                |
| Histoire pour deux trompettes | Amandine Meyer                        | France                                    |
| Honekami                      | Honami Yano                           | Japon                                     |
| Hysteresis                    | Robert Seidel                         | Allemagne                                 |
| Krasue                        | Ryo Hirano                            | Japon                                     |
| La Passante                   | Hannah Letaïf                         | Belgique et France                        |
| Lakkeh                        | Shiva Sadegh Asadi                    | Iran                                      |
| Les Liaisons foireuses        | Violette Delvoye et Chloé Alliez      | Belgique et France                        |
| Letter to a Pig               | Tal Kantor                            | France et Israël                          |
| Louis I. roi des moutons      | Markus Wulf                           | Allemagne                                 |
| Lucky Man                     | Claude Luyet                          | Suisse                                    |
| Lullaby                       | Lin Zhang et Qinnan Li                | Chine                                     |
| Miracasas                     | Raphaelle Stolz                       | France et Suisse                          |
| O Homen do Lixo               | Laura Gonçalves                       | Portugal                                  |
| Of Wood                       | Owen Klatte                           | États-Unis                                |
| Pachyderme                    | Stéphanie Clément                     | France                                    |
| Scale                         | Joseph Pierce                         | France, Royaume-Uni, Tchéquie et Belgique |
| Sprite Fright                 | Matthew Luhn et Hjalti Hjalmarsson    | Pays-Bas                                  |
| Steakhouse                    | Špela Čadež                           | Slovénie, Allemagne et France             |
| Taaskohtumine                 | Ülo Pikkov                            | Estonie                                   |
| Terra incognita               | Pernille M. A. Kjaer et Adrian Dexter | Danemark et France                        |
| The Debutante                 | Elizabeth Hobbs                       | Royaume-Uni                               |
| The Flying Sailor             | Amanda Forbis et Wendy Tilby          | Canada                                    |
| The Invention of Less         | Noah Erni                             | Suisse                                    |
| The Record                    | Jonathan Laskar                       | Suisse                                    |
| Things that Disappear         | Kim Chang-soo                         | Corée du Sud                              |
| Yugo                          | Carlos Gomez Salamanca                | Colombie et France                        |

#### Perspectives
| Titre                                        | Réalisation                     | Pays                                            |
| -------------------------------------------- | ------------------------------- | ----------------------------------------------- |
| Akplokplobito                                | Ingrid Agbo                     | France et Togo                                  |
| Angle mort                                   | Lotfi Achour                    | France et Tunisie                               |
| Bolo raz jedno more...                       | Joanna Kozuch                   | Pologne et Slovaquie                            |
| Compositions for Understanding Relationships | David Delafuente                | États-Unis                                      |
| Idodo                                        | Ursula Ulmi                     | États-Unis, Papouasie-Nouvelle-Guinée et Suisse |
| L'Écrivain aveugle                           | Georges Sifianos                | France et Grèce                                 |
| Manhole                                      | Abhishek Verma et Jayesh Pillai | Inde                                            |
| Meneath: The Hidden Island of Ethics         | Terril Calder                   | Canada                                          |
| More Than I Remember                         | Amy Bench                       | États-Unis                                      |
| Once More with Feeling                       | Pallavi Agarwala                | Inde et Royaume-Uni                             |
| Pandaların Nesli Nasıl Tükendi?              | Halim Yentür                    | Turquie                                         |
| Prosopagnosia                                | Steven Fraser                   | Royaume-Uni                                     |
| Reparations                                  | Wilson Borja                    | Colombie                                        |
| Rites of Spring                              | Yiorgos Tsangaris               | Chypre                                          |
| Ta presneta ocetova kamera!                  | Miloš Tomić                     | Slovénie                                        |
| The Best Grandfather in the World            | Nina Bisyarina                  | Russie                                          |
| The Visit                                    | Morrie Tan                      | Singapour                                       |

#### Jeune public
| Titre                      | Réalisation                          | Pays                         |
| -------------------------- | ------------------------------------ | ---------------------------- |
| Bellysaurus                | Philip Watts                         | Australie                    |
| Cat and Moth               | India Barnardo                       | Canada et Royaume-Uni        |
| Cuci cuci                  | Mara Linina                          | Lettonie                     |
| Hokkyoku-guma suggoku hima | Kōji Yamamura                        | Japon                        |
| La calesita                | Augusto Schillaci                    | Argentine et États-Unis      |
| La Reine des renards       | Marina Rosset                        | Suisse                       |
| La Soupe de Franzy         | Ana Chubinidze                       | France et Géorgie            |
| Luce and the Rock          | Britt Raes                           | Belgique, France et Pays-Bas |
| Paolosss Glück             | Thorsten Drößler et Manuel Schroeder | Allemagne, Tchéquie Suisse   |

#### Off-Limits
| Titre                                                      | Réalisation           | Pays               |
| ---------------------------------------------------------- | --------------------- | ------------------ |
| 1MTH/MIN                                                   | Ethann Néon           | Belgique           |
| Arrest in Flight                                           | Adrian Flury          | Suisse             |
| Intersect                                                  | Dirk Koy              | Suisse             |
| La mujer como imagen, el hombre como protador de la mirada | Carlos Velandia       | Colombie           |
| Sphères                                                    | Anaïs Scheeck-Lauriot | France             |
| Train Again                                                | Peter Tscherkassky    | Autriche           |
| Under the Microscope                                       | Michaela Grill        | Autriche et Canada |
| Very, Very, Tremendously                                   | Liu Guangli           | Chine et France    |

### Films de télévision
| Titre                                    | Épisode                     | Réalisation                                                             | Pays                           |
| ---------------------------------------- | --------------------------- | ----------------------------------------------------------------------- | ------------------------------ |
| Arcane                                   | Épisode 6                   | Pascal Charrue et Arnaud Delord                                         | États-Unis                     |
| Caresses magiques                        | Doux Jésus                  | Lori Malépart-Traversy                                                  | Canada                         |
| Cherchez la femme                        | Ida Pfeiffer                | Julie Gavras et Mathieu Decarli                                         | Belgique et Bulgarie           |
| Dos pajaritos                            | -                           | Alejo Schettini et Alfredo Soderguit                                    | Argentine, Colombie et Uruguay |
| Drôles d'oiseaux                         | -                           | Charlie Belin                                                           | France                         |
| El Deafo                                 | Part 1                      | Gilly Fog                                                               | États-Unis                     |
| Giuseppe                                 | -                           | Isabelle Favez                                                          | Suisse et France               |
| Harley Quinn                             | NC                          | Juan Meza Leon                                                          | États-Unis                     |
| Harriet the Spy                          | Hermit the Spy              | Allison Craig                                                           | États-Unis                     |
| Human Resources                          | Birth                       | Henrique Jardim                                                         | États-Unis                     |
| Libres !                                 | Gazon maudit                | Ovidie Raziel et Josselin Ronse                                         | France                         |
| Louise et la Légende du serpent à plumes | -                           | Hefang Wei                                                              | France                         |
| Mitch-Match                              | #29                         | Géza Tóth                                                               | Hongrie                        |
| My Year of Dicks                         | -                           | Sara Gunnarsdottir                                                      | États-Unis                     |
| Open Bar                                 | Épisode 01                  | Frédérick Chaillou                                                      | France                         |
| Partie de campagne                       | Épisode 106                 | Romain Borrel                                                           | France                         |
| Pip and Posy                             | Night Pip                   | Matt Tea                                                                | Royaume-Uni                    |
| Robin Robin                              | -                           | Dan Ojari et Mikey Please                                               | Royaume-Uni                    |
| Runes                                    | La Grotte de Baligan        | Jean-Louis Vandestoc                                                    | Allemagne et France            |
| Sonny Boy                                | Épisode 01                  | Shingo Natsume                                                          | Japon                          |
| Le Cuphead Show !                        | Les fantômes n'existent pas | Adam Paloian                                                            | États-Unis                     |
| The House                                | -                           | Emma de Swaef, Marc James Roels, Niki Lindroth von Bahr et Paloma Baeza | États-Unis                     |
| The Legend of Vox Machina                | The Feast of Realms         | Stanley von Medvey                                                      | États-Unis                     |
| We the People                            | Taxes                       | Victoria Vincent                                                        | États-Unis                     |

### Films de commande
| Artiste / Produit / Marque            | Titre                                                                                              | Réalisation                               | Pays                                                |
| ------------------------------------- | -------------------------------------------------------------------------------------------------- | ----------------------------------------- | --------------------------------------------------- |
| normadegénerobinaria: niñas           | -                                                                                                  | Bernadita Ojeda et Cristian Freire        | Chili                                               |
| 2021 MixBrasil Festival               | -                                                                                                  | Fabio Acorsi et Luiz Evandro              | Brésil                                              |
| A Future Begins                       | -                                                                                                  | Johnny Kelly                              | États-Unis et Royaume-Uni                           |
| Alima Togola                          | L'Étoffe                                                                                           | Léo Sattin et Seydou-Christian Lossapardo | France                                              |
| Jarvis Cocker (reprise de Christophe) | Aline                                                                                              | Wes Anderson                              | France                                              |
| Anifilm 2021                          | Trailer                                                                                            | Eliska Oz et Lee Oz                       | Tchéquie                                            |
| Apex Legends                          | Metamorphosis                                                                                      | Robert Valley                             | Royaume-Uni                                         |
| Being Human                           | Tug of War                                                                                         | Kim Jun-ha                                | Royaume-Uni                                         |
| BIFAN 2021                            | 25 Years                                                                                           | Kim Kangmin                               | États-Unis et Corée du Sud                          |
| Bird_Box                              | -                                                                                                  | Rajesh Thakave et Aman Gupta              | Inde                                                |
| Bruit rose (film)                     | Bruit rose (film)                                                                                  | U.M.A.                                    | France                                              |
| C'mon Tigre                           | Twist Into Any Shape                                                                               | Donato Sansone                            | Italie                                              |
| Chicago Public Library                | Bedtime Stories                                                                                    | Mateus de Paula Santos et Isabela Littger | États-Unis                                          |
| Dior                                  | A New Continent                                                                                    | Bárbara Cerro                             | Argentine                                           |
| Elton John et Dua Lipa                | Cold Heart                                                                                         | Raman Djafari                             | Allemagne et Royaume-Uni                            |
| Head & Shoulders                      | The Chase                                                                                          | CRCR                                      | États-Unis, France, Japon, Royaume-Uni et Singapour |
| Johnny Flynn et Robert Macfarlane     | Ten Degrees of Strange Dix degrés d'étrangeté                                                      | Lynn Thomlinson                           | États-Unis et Royaume-Uni                           |
| Kid Koala et Lealani                  | Things Are Going to Change                                                                         | Dale Hayward et Sylvie Trouvé             | Canada                                              |
| L'Impératrice                         | Hématome                                                                                           | Roxane Lumeret et Jocelyn Charles         | France                                              |
| Les Garçons de l'été                  | Les Garçons de l'été                                                                               | Julien Hazebroucq                         | France                                              |
| Lunar Love and Ever                   | Lunar Love and Ever                                                                                | Gabriel Gabriel Garble                    | Malaisie et Suède                                   |
| LUX                                   | Born This Way                                                                                      | Ralf Karam et Federico Radero             | Singapour                                           |
| My Wife Is in Danger!                 | My Wife Is in Danger!                                                                              | Salvador Maldonado                        | Afrique du Sud et Royaume-Uni                       |
| Naraka Championship Trailer           | -                                                                                                  | Hans-Christoph Schultheiss                | Chine                                               |
| Cent céleste Nebesna Sotnya           | Cent céleste Nebesna Sotnya                                                                        | Daryna Zghurovets                         | Ukraine                                             |
| Orelsan                               | La Quête                                                                                           | Victor Haegelin                           | France                                              |
| Ottawa Animation Signal Film          | -                                                                                                  | Angela Stempel                            | États-Unis                                          |
| Traité numéro 6                       | Prémonition : À la veille de la signature du Traité 6 Premonition: On the Eve of Signing Treaty 6  | Barry Bilinsky                            | Canada                                              |
| Save Ralph                            | Save Ralph                                                                                         | Spencer Susser                            | États-Unis                                          |
| Short Cuts                            | Le Cercle rouge                                                                                    | Iuliia Voitova                            | France                                              |
| Short Cuts                            | Prince des ténèbres                                                                                | Caroline Cherrier                         | France                                              |
| Slash Filmfestival                    | Trailer 2021                                                                                       | Elias Fleischer et Franz Mühringer        | Autriche                                            |
| Jeux olympiques de Tokyo 2021         | Sumo                                                                                               | Geoffroy Barbet Massin                    | France                                              |
| Tanya Tagaq Gillis                    | Teeth Agape                                                                                        | David Seitz                               | Canada                                              |
| TED-ED                                | La Sombre Histoire de la loi d'exclusion des Chinois The Dark History of the Chinese Exclusion Act | Yijia Cao et Mohammad Babakoohi           | États-Unis                                          |
| The Transatlantic Slave Trade         | The Transatlantic Slave Trade                                                                      | Christopher Carboni                       | États-Unis                                          |
| The Underestimated Villain            | The Underestimated Villain                                                                         | Comfort Arthur                            | Ghana et Royaume-Uni                                |

### Films de fin d'études
- Un chien sous le pont (A Dog under Bridge) de Tang Rehoo ( Chine)
- An Ostrich Told Me the World Is Fake and I Think I Believe It de Lachlan Pendragon ( Australie)
- Au revoir Jérôme ! de Gabrielle Selnet, Chloé Farr et Adam Sillard ( France)
- Being Sisyphus for One Second a Day de Peixuan Cheng ( Chine)
- Boddyssey de Jonas Bienz ( Suisse)
- BUT (bud) de Haomin Peng ( États-Unis et  Chine)
- Cufufu de Bruno Quast ( Estonie)
- Do Not Feed the Pigeons d'Antonin Niclass ( Royaume-Uni)
- Downfall de Rona Fayad ( Liban)
- Elephant in Castle de Florence Lee ( Hong Kong)
- Felhők felett de Vivien Hárshegyi ( Hongrie)
- L'Évanescence d'ici et d'ailleurs (Fleeting: Here & There) de Gilnaz Arzpeyma ( Canada)
- Golden Margarite de Keren Karasik ( Israël)
- Graziano e la giraffa de Fabio Orlando et Tommaso Zerbi ( Italie)
- Hierofania de Maria Nitek ( Pologne)
- Klimax de Bea Hoeller ( Allemagne)
- Krak de Stan Lievens ( Belgique)
- La Neige incertaine de Romane Tisseau, Marion Boisrond, Marie-Liesse Coumau, Ada Hernaez et Gwendoline Legendre ( France)
- Maman, il a quoi le chien ? de Lola Lefèvre ( France)
- Manchmal weiss ich nicht wo die Sonne de Samantha Aquilino ( Suisse)
- Mosaic d'Eleonora Berra ( Suisse)
- Na konec spirály d'Eliška Kerbachová ( Tchéquie)
- Noon d'Olivier Bémer ( France)
- Nyugvó köd de Nikolett Fábián ( Hongrie)
- Omi-Maiko Station de Jean Gégout ( France)
- Pentola de Leo Cernic ( Italie)
- Persona de Sujin Moon ( Corée du Sud)
- Protostase de Tiberio Suppressa ( France)
- Raices de Maddalena Brozzi, Laura Cagnoni et Sara Moschini ( Italie)
- Rode Reus d'Anne Verbeure ( Belgique)
- Jus (Saft) de Mona Keil ( Allemagne)
- Second d'André Santos Martins ( Allemagne et  Portugal)
- Small Hours de Mart Sniezek et Christian Spurling ( Irlande)
- Si longtemps (nous en avons rêvé) (So Long (We Dreamt of This)) de Lewis Heriz ( Royaume-Uni)
- To Kill the Birds & the Bees de Calleen Koh ( Singapour)
- Todas mis cicatrices se desvanecen en el viento d'Angélica Restrepo et Carlos Velandia ( Colombie)
- Toothless d'Andrea Guizar ( Pologne)
- Wings for Butterflies de Tilly Wallace ( Royaume-Uni)

### Œuvres VR
| Titre                                             | Réalisation                                    | Pays                              |
| ------------------------------------------------- | ---------------------------------------------- | --------------------------------- |
| Émerger Affiorare                                 | Rosa Schilla                                   | Italie et Portugal                |
| Déjà-vu                                           | Dennis Stein-Schomburg                         | Allemagne                         |
| Glimpse                                           | Benjamin Cleary et Michael O'Connor            | France, Irlande et Royaume-Uni    |
| Goliath: Playing with Reality                     | Barry Gene Murphy et May Abdalla               | Royaume-Uni et France             |
| Kidnapping à Vostok                               | Jean Bouthors                                  | France                            |
| Marco and Polo Go Round                           | Benjamin Steiger Levine                        | Belgique et Canada                |
| On the Morning You Wake (To the End of the World) | Mike Brett, Steve Jamison et Pierre Zandrowicz | États-Unis, France et Royaume-Uni |
| Saṃsāra                                           | Hsin-Chien Huang                               | Taïwan                            |

## Programmes spéciaux
- Silent Voice de  Naoko Yamada,  Japon

### Hommage à l'animation suisse
| Titre                                                                | Réalisation                                                        | Année | Pays                     |
| -------------------------------------------------------------------- | ------------------------------------------------------------------ | ----- | ------------------------ |
| Sur le pont                                                          | Samuel et Frédéric Guillaume                                       | 2022  | Suisse                   |
| Jungle rouge                                                         | Juan Lozano et Zoltán Horváth                                      | 2022  | Suisse et France         |
| Traversées                                                           |                                                                    |       |                          |
| Jean-Claude des Alpes                                                | Claude Halter et Ted Sieger                                        | 19991 | Suisse                   |
| Kiss                                                                 | Bruno Machado                                                      | 2016  | Suisse                   |
| Bouquet                                                              | Julius Pinschewer                                                  | 1952  | Suisse                   |
| Patch                                                                | Gerd Gockell                                                       | 2014  | Suisse                   |
| Signs                                                                | Dustin Rees                                                        | 2020  | Suisse                   |
| Kapitän Hu                                                           | Basil Vogt                                                         | 2011  | Suisse                   |
| La Chanson du pharmacien                                             | Daniel Suter                                                       | 2003  | Suisse                   |
| Banquise                                                             | Claude Barras et Cédric Louis                                      | 2005  | Suisse                   |
| Miramare                                                             | Michaela Müller                                                    | 2010  | Suisse et Croatie        |
| Aubade                                                               | Mauro Carraro                                                      | 2014  | Suisse                   |
| Fres-Boi                                                             | Cristina Vilches Estella et Paloma Canonica                        | 2015  | Suisse et Espagne        |
| Transitions                                                          |                                                                    |       |                          |
| Monsieur Vieux-Bois                                                  | Lortac                                                             | 1921  | France                   |
| Heimatland                                                           | Fabio Friedli, Marius Portmann, Andrea Schneider et Loretta Arnold | 2010  | Suisse                   |
| Plug and Play                                                        | Michael Frei                                                       | 2013  | Suisse                   |
| Gypaetus Helveticus                                                  | Marcel Barelli                                                     | 2011  | Suisse                   |
| Circuit                                                              | Delia Hess                                                         | 2018  | Suisse                   |
| I Can See the Dust                                                   | Lotti Bauer                                                        | 2010  | Suisse                   |
| Die Seilbahn                                                         | Claudius Gentinetta et Frank Braun                                 | 2008  | Suisse                   |
| Ruben Leaves                                                         | Frederic Siegel                                                    | 2015  | Suisse                   |
| Inclinations                                                         | Guido et Eva Haas                                                  | 1962  | Suisse                   |
| Coyote                                                               | Lorenz Wunderle                                                    | 2018  | Suisse                   |
| White + Black = RED                                                  | Simone Giampaolo                                                   | 2011  | Suisse                   |
| Carte blanche à Animatou                                             |                                                                    |       |                          |
| Grüezi                                                               | Jonas Raeber                                                       | 2014  | Suisse                   |
| Le Fil d'Ariane                                                      | Claude Luyet                                                       | 2016  | Suisse                   |
| La Femme canon                                                       | David Toutevoix et Albertine Zullo                                 | 2017  | Canada, France et Suisse |
| What's Next?                                                         | Adrian Flückiger et Claudia Röthlin                                | 2007  | Suisse                   |
| Bon Voyage                                                           | Fabio Friedli                                                      | 2011  | Suisse                   |
| Saint-Valentin                                                       | Antoine Guex                                                       | 2006  | Suisse                   |
| Au revoir Balthazar                                                  | Rafael Sommerhalder                                                | 2016  | Suisse                   |
| Selfies                                                              | Claudius Gentinetta                                                | 2018  | Suisse                   |
| Alleswasichberühre                                                   | Marion Täschler                                                    | 2020  | Suisse                   |
| La Nuit de l'ours                                                    | Samuel et Fred Guillaume                                           | 2012  | Suisse                   |
| Carte blanche à Claude Barras                                        |                                                                    |       |                          |
| Banquise                                                             | Claude Barras et Cédric Louis                                      | 2005  | Suisse                   |
| Le Génie de la boîte de raviolis                                     | Claude Barras                                                      | 2006  | Suisse                   |
| Sainte Barbe                                                         | Claude Barras et Cédric Louis                                      | 2007  | Suisse et Canada         |
| Land of the Heads                                                    | Claude Barras et Cédric Louis                                      | 2009  | Suisse et Canada         |
| La Fille et le Chasseur                                              | Jadwiga Kowalska                                                   | 2010  | Suisse                   |
| Monsieur l'assassin X                                                | Lynn Devillaz et Antonio Veiras                                    | 2012  | Suisse                   |
| Un enfant commode                                                    | Cédric Louis                                                       | 2013  | Suisse                   |
| Imposteur                                                            | Elie Chapuis                                                       | 2013  | France et Suisse         |
| Ma vie de Courgette (Casting)                                        | Claude Barras                                                      | 2016  | France et Suisse         |
| Sauvages ! (Bande-annonce)                                           | Claude Barras                                                      | 2023  | France                   |
| Escapades                                                            |                                                                    |       |                          |
| T'es où Mère-Grand ?!                                                | François Chalet                                                    | 2003  | France                   |
| Bonne journée, Monsieur M.                                           | Samuel et Fred Guillaume                                           | 2000  | Suisse                   |
| L'Oiseau et la Feuille Der kleine Vogel und das Blatt                | Lena Von Döhren                                                    | 2012  | Suisse et Allemagne      |
| Punkt und Striche                                                    | Jesús Pérez                                                        | 2005  | Suisse                   |
| Tarte aux pommes                                                     | Isabelle Favez                                                     | 2006  | Suisse                   |
| Grosse Pläne                                                         | Irmgard Walthert                                                   | 2008  | Suisse                   |
| La Main de l'ours                                                    | Marina Rosset                                                      | 2008  | Suisse                   |
| Le Génie de la boîte de raviolis                                     | Claude Barras                                                      | 2006  | Suisse                   |
| Novembre                                                             | Marjolaine Perreten                                                | 2015  | France                   |
| The Kiosk                                                            | Anete Melece                                                       | 2013  | Suisse                   |
| Biriki e l'arcobaleno                                                | Bruna Ferrazzini et Ilaria Turba                                   | 2012  | Suisse                   |
| Only a Child                                                         | Simone Giampaolo                                                   | 2020  | Suisse                   |
| Carré blanc                                                          |                                                                    |       |                          |
| 2PS                                                                  | Maja Gehrig                                                        | 2004  | Suisse                   |
| Anima                                                                | Gisèle Ansorge                                                     | 1977  |                          |
| Amours à faire et à repasser                                         | Daniel Suter                                                       | 1988  |                          |
| Dans la peau                                                         | Zoltán Horváth                                                     | 2007  | Suisse et France         |
| La Différence                                                        | Rita Küng                                                          | 2001  | Suisse                   |
| Not the End                                                          | Clemens Steiger                                                    | 2005  | Suisse                   |
| Ricochet                                                             | Claude Luyet                                                       | 1973  | Suisse                   |
| Swiss Graffiti                                                       | Jacqueline Veuve et Monique Renault                                | 1975  | Suisse                   |
| Winter Sonata                                                        | Yves Gutjahr                                                       | 2009  | Suisse                   |
| Intimity                                                             | Élodie Dermange                                                    | 2017  | Suisse                   |
| Voyages                                                              |                                                                    |       |                          |
| Le Carré de lumière                                                  | Claude Luyet                                                       | 1992  | Suisse                   |
| Chrigi                                                               | Anja Kofmel                                                        | 2008  | Suisse                   |
| Flowerpots                                                           | Rafael Sommerhalder                                                | 2008  | Suisse et Royaume-Uni    |
| Les Corbeaux                                                         | Gisèle et Nag Ansorge                                              | 1967  | Suisse                   |
| 78 tours                                                             | Georges Schwizgebel                                                | 1985  | Suisse                   |
| Nosferatu tango                                                      | Zoltan Horvath                                                     | 2002  | France et Suisse         |
| Trans Enfance Express                                                | Martial Wannaz                                                     | 1985  | Suisse                   |
| Le Pont au-dessus de la rivière Die Brücke über den Fluss            | Jadwiga Kowalska                                                   | 2016  | Suisse                   |
| Travelogue Tel Aviv                                                  | Samuel Patthey                                                     | 2017  | Suisse                   |
| Average Happiness                                                    | Maja Gehrig                                                        | 2019  | Suisse                   |
| Anima-R-Azione                                                       | Dolores Camenisch                                                  | 1991  | Suisse                   |
| Un'altra città                                                       | Carlo Ippolito                                                     | 2003  | Suisse                   |
| Carte blanche à Fantoche                                             |                                                                    |       |                          |
| Aletsch Negative                                                     | Laurence Bonvin                                                    | 2019  | Suisse                   |
| The Flood Is Coming                                                  | Gabriel Böhmer                                                     | 2018  | Suisse et Royaume-Uni    |
| Der grosse Mittag                                                    | Simone Hörler                                                      | 2019  | Suisse                   |
| My Dear Lover                                                        | Milva Stutz                                                        | 2019  | Suisse                   |
| Dream One                                                            | Rina Tsialonina                                                    | 2020  | Suisse                   |
| History of Virginity                                                 | Sophie Haller                                                      | 2012  | Suisse                   |
| Cronache marxiane                                                    | Laura Solari                                                       | 2010  | Suisse                   |
| Airport                                                              | Michaela Müller                                                    | 2017  | Suisse et Croatie        |
| Kids                                                                 | Michael Frei                                                       | 2019  | Suisse                   |
| Programme Marcel Barelli                                             |                                                                    |       |                          |
| Gypaetus Helveticus                                                  | Marcel Barelli                                                     | 2011  | Suisse                   |
| Vigia                                                                | Marcel Barelli                                                     | 2013  | Suisse et France         |
| Lucens                                                               | Marcel Barelli                                                     | 2015  | Suisse                   |
| Habitat                                                              | Marcel Barelli                                                     | 2016  | Suisse                   |
| Ralph et les Dinosaures - V Is for Vulcanodon                        | Marcel Barelli                                                     | 2017  | Suisse                   |
| Uno strano processo                                                  | Marcel Barelli                                                     | 2018  | Suisse                   |
| Dans la nature                                                       | Marcel Barelli                                                     | 2021  | Suisse                   |
| Autosaurus Rex                                                       | Marcel Barelli                                                     | 2022  | Suisse                   |
| Carte blanche à Isabelle Favez                                       |                                                                    |       |                          |
| Lost Brain                                                           | Isabelle Favez                                                     | 2022  | Suisse                   |
| Messages dans l'air                                                  | Isabelle Favez                                                     | 2015  | Suisse                   |
| Au cœur de l'hiver                                                   | Isabelle Favez                                                     | 2012  | Suisse                   |
| Valise                                                               | Isabelle Favez                                                     | 2010  | Suisse                   |
| Tarte aux pommes                                                     | Isabelle Favez                                                     | 2007  | Suisse                   |
| Circuit marine                                                       | Isabelle Favez                                                     | 2003  | France et Canada         |
| Replay                                                               | Isabelle Favez                                                     | 1999  | Suisse                   |
| Lebenshunger                                                         | Isabelle Favez                                                     | 1993  | Suisse                   |
| Autour de Julius Pinschewer, restaurations de la Cinémathèque suisse |                                                                    |       |                          |
| Die Schmierkobolde                                                   | Julius Pinschewer                                                  | 1936  | Suisse                   |
| Sprung-Konkurrenz - Suchard                                          | Julius Pinschewer                                                  | 1936  | Suisse                   |
| Wohin?                                                               | Julius Pinschewer                                                  | 1938  | Suisse                   |
| Dessert                                                              | Julius Pinschewer                                                  | 1938  | Suisse                   |
| Schweizer - Sinfonie                                                 | Julius Pinschewer                                                  | 1939  | Suisse                   |
| La Reine Die Königin                                                 | Julius Pinschewer                                                  | 1939  | Suisse                   |
| Les usines aussi veulent vivre Auch Fabriken Wollen Essen            | Julius Pinschewer                                                  | 1941  | Suisse                   |
| Cent ans de chemins de fer suisses 100 Jahre Schweizer Bahnen        | Julius Pinschewer                                                  | 1946  | Suisse                   |
| Hilfe auf Flügeln                                                    | Julius Pinschewer                                                  | 1951  | Suisse                   |
| Flurina                                                              | John Halas et Peter-Christian Fueter                               | 1968  | Suisse et Royaume-Uni    |
| Gisèle et Nag Ansorge, restaurations de la Cinémathèque suisse       |                                                                    |       |                          |
| Les Corbeaux                                                         | Gisèle et Nag Ansorge                                              | 1967  | Suisse                   |
| Alunissons                                                           | Gisèle et Nag Ansorge                                              | 1969  | Suisse                   |
| Smile 1, 2, 3                                                        | Gisèle et Nag Ansorge                                              | 1975  | Suisse                   |
| Anima                                                                | Gisèle Ansorge                                                     | 1977  | Suisse                   |
| Das Veilchen                                                         | Gisèle et Nag Ansorge                                              | 1982  | Suisse                   |
| Les Enfants de laine                                                 | Gisèle et Nag Ansorge                                              | 1984  | Suisse                   |
| Le petit garçon qui vola la Lune                                     | Gisèle et Nag Ansorge                                              | 1988  | Suisse                   |
| Sabbat                                                               | Gisèle et Nag Ansorge                                              | 1991  | Suisse                   |
| Essai d'animation de sable pour "Alchemia"                           | Nag Ansorge                                                        | 1920  | Suisse                   |
| H.L.M. quiproquo                                                     | Dode Lambert et Nag Ansorge                                        | 2005  | Suisse                   |

### Introducing theAnnie Awards
| Titre                       | Réalisation      | Année | Pays                      |
| --------------------------- | ---------------- | ----- | ------------------------- |
| Night Bus                   | Joe Hseih        | 2019  | Taïwan                    |
| Bestia                      | Hugo Covarrubias | 2021  | Chili                     |
| Night of the Living Dread   | Ida Melum        | 2021  | Royaume-Uni               |
| Fleet Foxes - Featherweight | Sean Pecknold    | 2021  | États-Unis                |
| A Future Begins             | Johnny Kelly     | 2022  | États-Unis et Royaume-Uni |

### Lokman's Space
| Titre                                    | Réalisation    | Année | Pays               |
| ---------------------------------------- | -------------- | ----- | ------------------ |
| Barcode                                  | Adriaan Lokman | 2001  | Pays-Bas           |
| Court-circuit : Adriaan Lokman - Barcode | Arte France    | 2019  | France             |
| Chase                                    | Adriaan Lokman | 2011  | France et Pays-Bas |
| Court-circuit : Adriaan Lokamn - Chase   | Arte France    | 2012  | France             |
| Flow                                     | Adriaan Lokman | 2019  | Pays-Bas et France |
| Court-circuit : Adriaan Lokman - Flow    | Arte France    | 2019  | France             |

### Annecy Classics
| Titre                                                                      | Réalisation                                      | Année | Pays                    |
| -------------------------------------------------------------------------- | ------------------------------------------------ | ----- | ----------------------- |
| Hófehér                                                                    | Nepp József                                      | 1984  | Hongrie                 |
| Little Nemo : Les Aventures au pays de Slumberland                         | Masami Hata et William T. Hurtz                  | 1989  | Japon et États-Unis     |
| L'Animographe ou Je suis né dans une boîte à chaussures                    | Thierry Dejean                                   | 2021  | France                  |
| Du tracé au pixel : Naissance du cinéma informatique en France (1930-2000) | NC                                               | NC    | France                  |
| Gandahar                                                                   | René Laloux et Philippe Caza                     | 1987  | France et Corée du Nord |
| L'Animation française, cet autre cinéma                                    | Mickaël Royer                                    | 2021  | France                  |
| Memories                                                                   | Kōji Morimoto, Tensai Okamura et Katsuhiro Ōtomo | 1995  | Japon                   |

### Midnight Specials
| Titre                        | Réalisation      | Année | Pays                  |
| ---------------------------- | ---------------- | ----- | --------------------- |
| The Girl from the Other Side | Yutaro Kubo      | 2022  | Japon                 |
| Monde interdit               | Salvador Calvo   | 2020  | Espagne               |
| Nixed                        | NC               | NC    | NC                    |
| Summer Ghost                 | Ioundraw         | 2021  | Japon                 |
| WTF2022                      |                  |       |                       |
| Place Rouge Red Square       | Anatol Chechik   | 2021  | Russie                |
| Ding                         | Malte Stein      | 2021  | Allemagne             |
| Not Drifting Off             | Steph Hope       | 2021  | États-Unis et Norvège |
| The Sunset Special           | Nicolas Gebbe    | 2021  | Allemagne             |
| Godzalina                    | Lucile Paras     | 2021  | France                |
| Cuties                       | Theo W. Scott    | 2021  | Royaume-Uni           |
| Hotel Kalura                 | Sophie Koko Gate | 2021  | Royaume-Uni           |
| Sed Saepe Cadendo            | Gina Kamentsky   | 2021  | États-Unis            |
| A Goat's Spell               | Gerhard Funk     | 2022  | Allemagne             |
| Birds Whose Legs Break Off   | Dirk Verschure   | 2022  | Pays-Bas              |
| Don't Die on Me              | Ori Goldberg     | 2022  | Israël                |
| Coucou Tchoutchou            | Charlie Mars     | 2021  | France                |

### Annecy s'anime
| Titre                         | Réalisation               | Année | Pays               |
| ----------------------------- | ------------------------- | ----- | ------------------ |
| Dounia et la Princesse d'Alep | Marya Zarif et André Kadi | 2022  | Canada             |
| Les Secrets de mon père       | Véra Belmont              | 2021  | France et Belgique |

## Palmarès

### Courts métrages
| Prix                                        | Attribué à                            | Pays                          |
| ------------------------------------------- | ------------------------------------- | ----------------------------- |
| Cristal d'Annecy                            | Amok de Balázs Turai                  | Hongrie et Roumanie           |
| Prix du jury                                | Steakhouse de Špela Čadež             | Slovénie, Allemagne et France |
| Mention du jury                             | Anxious Body de Yoriko Mizushiri      | France et Japon               |
| Prix Jean-Luc Xiberras de la première œuvre | The Record de Jonathan Laskar         | Suisse                        |
| Prix du film Off-Limits                     | Intersect de Dirk Koy                 | Suisse                        |
| Prix du jury junior                         | La calesita de Augusto Schillaci      | Argentine et États-Unis       |
| Prix Jeune public                           | La Reine des renards de Marina Rosset | Suisse                        |
| Prix la meilleure musique originale         | La Reine des renards de Marina Rosset | Suisse                        |

### Longs métrages
| Prix                                   | Attribué à                                                                                            | Pays                                   |
| -------------------------------------- | --- | -------------------------------------- |
| Cristal du long métrage                | Le Petit Nicolas : Qu'est-ce qu'on attend pour être heureux ? d'Amandine Fredon et Benjamin Massoubre | France et Luxembourg                   |
| Prix du jury                           | Interdit aux chiens et aux Italiens d'Alain Ughetto                                                   | France, Italie et Suisse               |
| Mention du jury                        | My Love Affair with Marriage de Signe Baumane                                                         | Lettonie, États-Unis et Luxembourg     |
| Mention du jury                        | Saules aveugles, femme endormie de Pierre Földes                                                      | France, Luxembourg, Canada et Pays-Bas |
| Prix Contrechamp                       | Pléthore de nords de Koji Yamamura                                                                    | Japon et France                        |
| Mention du jury Contrechamp            | Chun Tae-il: A Flame That Lives On de Hong Jun-pyo                                                    | Corée du Sud                           |
| Prix de la meilleure musique originale | Quantum Cowboys de Geoff Marslett                                                                     | États-Unis                             |
| Prix Fondation Gan à la diffusion      | Interdit aux chiens et aux Italiens d'Alain Ughetto                                                   | France, Italie et Suisse               |

### Films de télévision et de commande
| Prix                                  | Attribué à                                                                          | Pays                           |
| ------------------------------------- | ----------------------------------------------------------------------------------- | ------------------------------ |
| Cristal pour une production TV        | Mon année de bites de Sara Gunnarsdottir                                            | États-Unis                     |
| Cristal pour un film de commande      | Save Ralph de Spencer Susser                                                        | Royaume-Uni                    |
| Prix du jury pour une série TV        | Deux petits oiseaux d'Alejo Schettini et Alfredo Soderguit                          | Argentine, Colombie et Uruguay |
| Prix du jury pour un spécial TV       | The House d'Emma De Swaef, Marc James Roels, Niki Lindroth von Bahr et Paloma Baeza | Royaume-Uni et États-Unis      |
| Prix du jury pour un film de commande | Aline de Wes Anderson                                                               | France                         |

### Films de fin d'études
| Prix                            | Attribué à                                  | Pays         |
| ------------------------------- | ------------------------------------------- | ------------ |
| Cristal du film de fin d'études | Persona de Sujin Moon                       | Corée du Sud |
| Prix du jury                    | Un chien sous le pont de Rehoo Tang         | Chine        |
| Mention du jury                 | Maman, il a quoi le chien ? de Lola Lefèvre | France       |

### VR
| Prix                             | Attribué à                                                        | Pays                           |
| -------------------------------- | ----------------------------------------------------------------- | ------------------------------ |
| Cristal de la meilleure œuvre VR | Glimpse de Benjamin Cleary et Michael O'Connor                    | France, Irlande et Royaume-Uni |
| Mention du jury                  | Goliath: Playing with Reality de Barry Gene Murphy et May Abdalla | Royaume-Uni et France          |

### Autres prix
| Prix                                             | Attribué à                                               | Pays                |
| ------------------------------------------------ | -------------------------------------------------------- | ------------------- |
| Prix de la Ville d'Annecy                        | Reparations de Wilson Borja                              | Colombie            |
| Prix Youtube                                     | The Invention of Less de Noah Erni                       | Suisse              |
| Prix André-Martin pour un court métrage français | Histoire pour deux trompettes d'Amandine Meyer           | France              |
| Prix Festivals Connexion                         | Terra incognita de Pernille M. A. Kjaer et Adrian Dexter | Danemark et France  |
| Prix France TV pour un court métrage             | Amok de Balázs Turai                                     | Hongrie et Roumanie |